# Digital Equipment Corporation
A Digital Equipment Corporation, usando a marca registrada Digital, foi uma importante empresa americana do setor de computadores entre as décadas de 1960 e 1990. A empresa foi co-fundada por Ken Olsen e Harlan Anderson em 1957. Olsen foi presidente até ser forçado a se demitir em 1992, depois que a empresa entrou em declínio vertiginoso.
A empresa produziu muitas linhas de produtos diferentes ao longo de sua história. Ela é mais conhecida por seu trabalho no mercado de minicomputadores, iniciado em meados da década de 1960. A empresa produziu uma série de máquinas conhecidas como a linha PDP, sendo que o PDP-8 e o PDP-11 estão entre os minicomputadores de maior sucesso da história. Seu sucesso só foi superado por outro produto da DEC, os sistemas VAX "supermini" do final da década de 1970, que foram projetados para substituir o PDP-11. Embora vários concorrentes tenham competido com sucesso com a Digital durante a década de 1970, o VAX consolidou a posição da empresa como líder no mercado de computadores.

Logotipo original da Digital Equipment Corporation projetado por Elliot Hendrickson em 1957, usado de 1957 a 1993

Com o aprimoramento dos microcomputadores no final da década de 1980, especialmente com a introdução de máquinas de estação de trabalho baseadas em RISC, o nicho de desempenho do minicomputador foi rapidamente reduzido. No início da década de 1990, a empresa estava em crise, pois as vendas de minicomputadores entraram em colapso e suas tentativas de lidar com isso entrando no mercado de alto padrão com máquinas como o VAX 9000 foram um fracasso de mercado. Depois de várias tentativas de entrar no mercado de estações de trabalho e servidores de arquivos, a linha de produtos DEC Alpha começou a fazer incursões bem-sucedidas em meados da década de 1990, mas era tarde demais para salvar a empresa.

Logo alternativo, usado brevemente.

A DEC foi adquirida em junho de 1998 pela Compaq no que foi, na época, a maior fusão da história do setor de computadores. Durante a compra, algumas partes da DEC foram vendidas para outras empresas; o negócio de compiladores e a Hudson Fab foram vendidos para a Intel.
Na época, a Compaq estava concentrada no mercado corporativo e havia comprado recentemente vários outros grandes fornecedores. A DEC era uma empresa importante no exterior, onde a Compaq tinha menos presença. No entanto, a Compaq não tinha muita ideia do que fazer com suas aquisições, e logo se viu em dificuldades financeiras. Posteriormente, a Compaq se fundiu com a Hewlett-Packard (HP) em maio de 2002.

## História

### Origens (1944-1958)
Ken Olsen e Harlan Anderson eram dois engenheiros que trabalhavam no MIT Lincoln Laboratory em vários projetos de computador do laboratório. O laboratório é mais conhecido por seu trabalho no que hoje seria conhecido como "interatividade", e suas máquinas estavam entre as primeiras em que os operadores tinham controle direto sobre os programas executados em tempo real. Esses projetos começaram em 1944 com o famoso Whirlwind, que foi originalmente desenvolvido para criar um simulador de voo para a Marinha dos EUA, embora nunca tenha sido concluído. Em vez disso, esse esforço evoluiu para o sistema SAGE para a Força Aérea dos EUA, que usava telas grandes e canhões de luz para permitir que os operadores interagissem com os dados de radar armazenados no computador.
Quando o projeto da Força Aérea foi encerrado, o Laboratório voltou sua atenção para uma tentativa de construir uma versão do Whirlwind usando transistores no lugar de tubos de vácuo. Para testar seus novos circuitos, eles construíram primeiro uma pequena máquina de 18 bits conhecida como TX-0, que funcionou pela primeira vez em 1956. Quando o TX-0 comprovou com sucesso os conceitos básicos, as atenções se voltaram para um sistema muito maior, o TX-2 de 36 bits com um então enorme núcleo de memória de 64 kWords. O núcleo era tão caro que partes da memória do TX-0 foram retiradas para o TX-2, e o que restou do TX-0 foi então cedido ao MIT por empréstimo permanente.
No MIT, Ken Olsen e Harlan Anderson notaram algo estranho: os alunos faziam filas de horas para conseguir usar o TX-0, enquanto ignoravam uma máquina IBM mais rápida que também estava disponível. Os dois decidiram que a atração pela computação interativa era tão forte que sentiram que havia um mercado para uma pequena máquina dedicada a essa função, essencialmente um TX-0 comercializado. Eles poderiam vendê-la a usuários em que a saída gráfica ou a operação em tempo real fosse mais importante do que o desempenho absoluto. Além disso, como a máquina custaria muito menos do que os sistemas maiores disponíveis na época, ela também poderia atender aos usuários que precisavam de uma solução de baixo custo dedicada a uma tarefa específica, onde uma máquina maior de 36 bits não seria necessária.
Em 1957, quando a dupla e o irmão de Ken, Stan, buscaram capital, descobriram que a comunidade empresarial americana era hostil ao investimento em empresas de informática. Muitas empresas menores de computadores haviam surgido e desaparecido na década de 1950, eliminadas quando novos desenvolvimentos técnicos tornaram suas plataformas obsoletas, e até mesmo grandes empresas como a RCA e a General Electric não estavam conseguindo lucrar no mercado. A única manifestação séria de interesse veio de Georges Doriot e sua American Research and Development Corporation (AR&D). Preocupado com o fato de que uma nova empresa de computadores teria dificuldades para obter mais financiamento, Doriot sugeriu que a empresa incipiente mudasse seu plano de negócios para se concentrar menos em computadores e até mesmo mudasse seu nome de "Digital Computer Corporation".
A dupla retornou com um plano de negócios atualizado que delineava duas fases para o desenvolvimento da empresa. Eles começariam vendendo módulos de computador como dispositivos autônomos que poderiam ser comprados separadamente e conectados para produzir uma série de sistemas digitais diferentes para uso em laboratório. Em seguida, se esses "módulos digitais" conseguissem criar um negócio autossustentável, a empresa estaria livre para usá-los para desenvolver um computador completo em sua Fase II. A recém-batizada "Digital Equipment Corporation" recebeu US$ 70.000 da AR&D por uma participação de 70% na empresa, e iniciou suas operações em uma fábrica têxtil da época da Guerra Civil em Maynard, Massachusetts, onde havia muito espaço de fabricação barato disponível.

### Módulos digitais (1958)

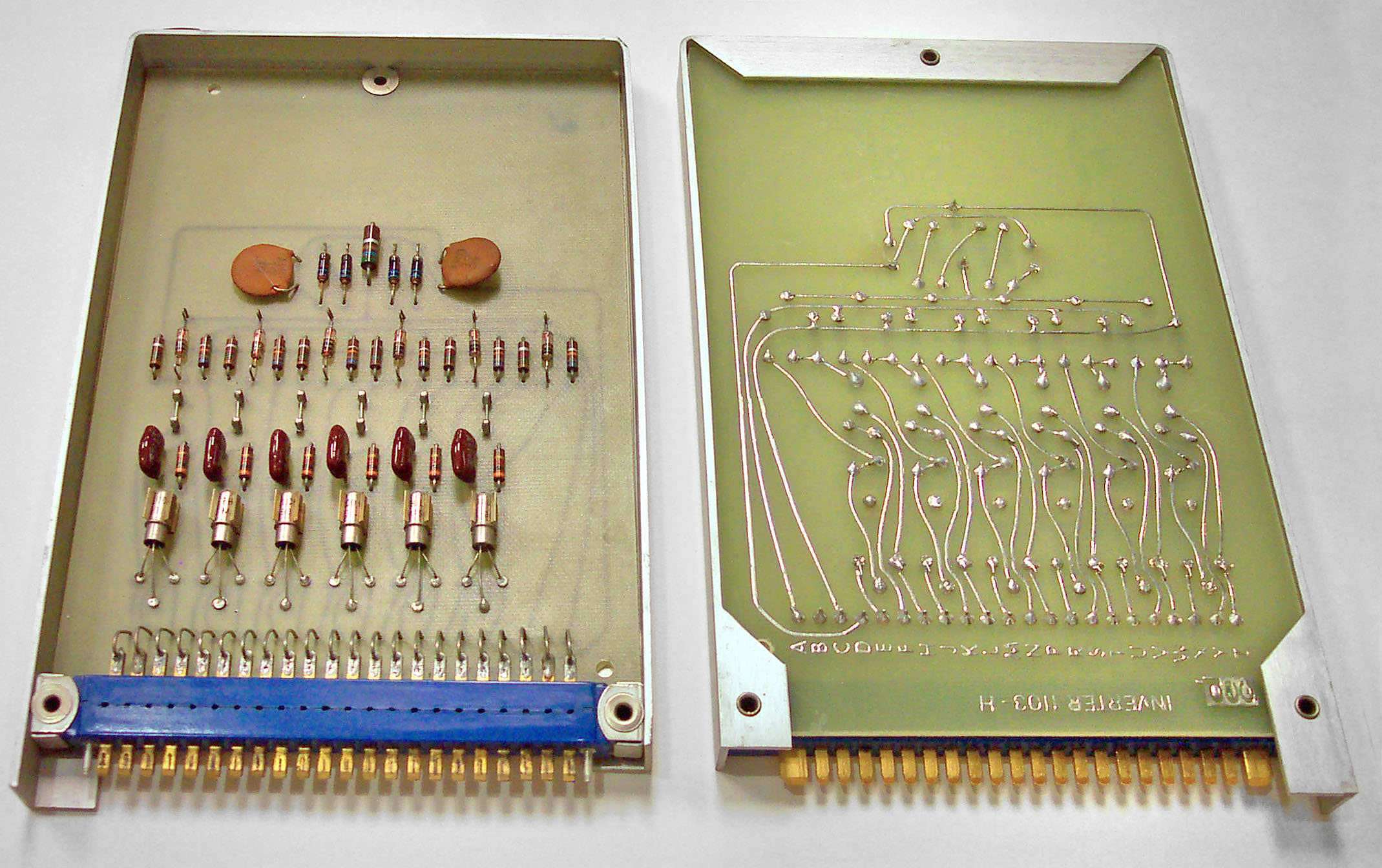
Blocos de construção do sistema (módulo do sistema) Placa do inversor hexagonal 1103 (ambos os lados)

No início de 1958, a DEC enviou seus primeiros produtos, a linha "Digital Laboratory Module". Os módulos consistiam em vários componentes eletrônicos individuais e transistores de germânio montados em uma placa de circuito, sendo os circuitos reais baseados nos do TX-2.
Os módulos de laboratório eram embalados em um invólucro de alumínio extrudado, destinado a ser colocado na bancada de trabalho de um engenheiro, embora tenha sido vendido um compartimento para montagem em rack que comportava nove módulos de laboratório. Eles eram então conectados entre si usando patch cords de plugue banana inseridos na frente dos módulos. Foram oferecidas três versões, que funcionavam a 5 MHz (1957), 500 kHz (1959) ou 10 MHz (1960). Os módulos provaram ser muito procurados por outras empresas de computadores, que os usaram para construir equipamentos para testar seus próprios sistemas. Apesar da recessão do final da década de 1950, a empresa vendeu US$ 94.000 desses módulos somente em 1958 (o equivalente a US$ 953.400 em 2022), obtendo lucro no final de seu primeiro ano.
Os módulos de laboratório originais foram logo complementados com a linha "Digital System Module", que eram idênticos internamente, mas embalados de forma diferente. Os Systems Modules foram projetados com todas as conexões na parte traseira do módulo usando conectores Amphenol de 22 pinos e foram conectados uns aos outros conectando-os a um backplane que podia ser montado em um rack de 19 polegadas. Os backplanes permitiam 25 módulos em uma única seção de rack de 5-1/4 polegadas e possibilitavam as altas densidades necessárias para construir um computador.
As linhas originais de módulos de laboratório e de sistema foram oferecidas em versões de 500 quilociclos, 5 megaciclos e 10 megaciclos. Em todos os casos, as tensões de alimentação eram de -15 e +10 volts, com níveis lógicos de -3 volts (pull-down passivo) e 0 volts (pull-up ativo).
A DEC usou os módulos de sistema para construir sua máquina de "teste de memória" para testar sistemas de memória de núcleo, vendendo cerca de 50 dessas unidades pré-embaladas nos oito anos seguintes. Os computadores PDP-1 e LINC também foram construídos usando módulos de sistema (veja abaixo).
Os módulos fizeram parte da linha de produtos da DEC até a década de 1970, embora tenham passado por várias evoluções durante esse período, conforme a tecnologia mudava. Os mesmos circuitos foram então empacotados como os primeiros módulos "Flip-Chip" da série "R" (vermelha). Posteriormente, outras séries de módulos Flip-Chip forneceram velocidade adicional, densidade lógica muito maior e recursos de E/S industrial. A DEC publicou dados abrangentes sobre os módulos em catálogos gratuitos que se tornaram muito populares.

### Família PDP-1 (1960)

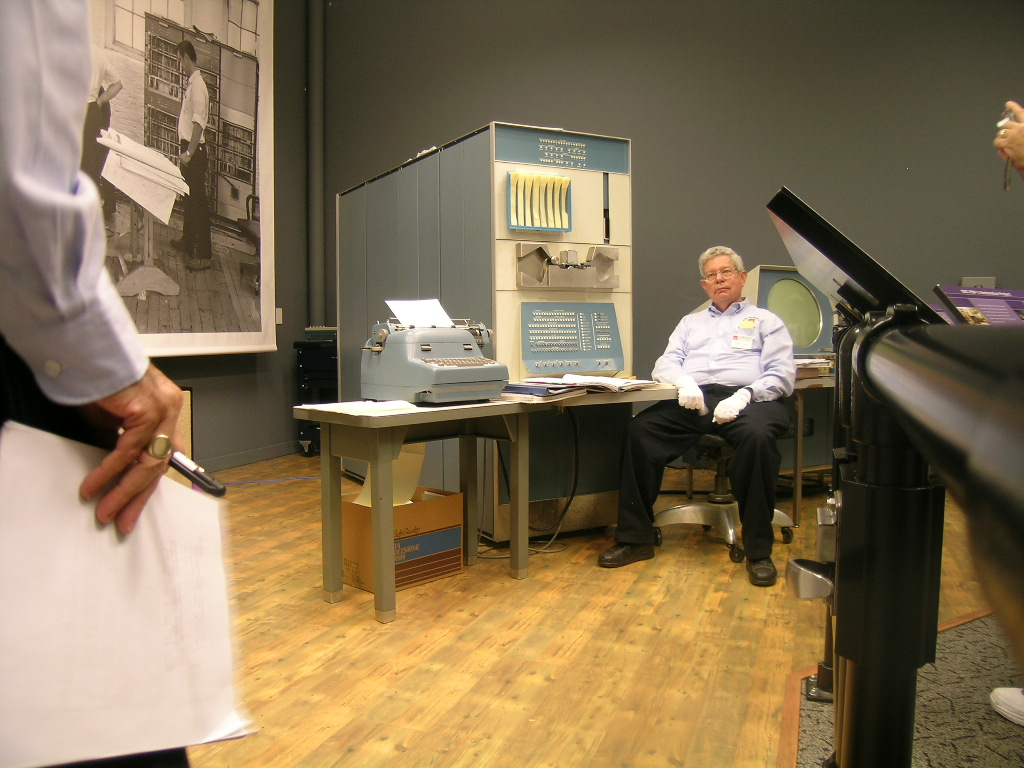
Um sistema PDP-1, com Steve Russell, desenvolvedor do Spacewar! no console. Este é um exemplo canônico do PDP-1, com a máquina de escrever do console à esquerda, a CPU e o painel de controle principal no centro e o monitor Type 30 à direita.

Com a empresa estabelecida e um produto de sucesso no mercado, a DEC voltou sua atenção para o mercado de computadores mais uma vez, como parte de sua planejada "Fase II". Em agosto de 1959, Ben Gurley iniciou o projeto do primeiro computador da empresa, o PDP-1. De acordo com as instruções de Doriot, o nome era uma sigla para "Programmable Data Processor" (Processador de dados programável), deixando de fora o termo "computador". Como disse Gurley, "Não estamos construindo computadores, estamos construindo 'Processadores de Dados Programáveis'". O protótipo foi exibido publicamente pela primeira vez na Joint Computer Conference, em Boston, em dezembro de 1959. O primeiro PDP-1 foi entregue a Bolt, Beranek e Newman em novembro de 1960, e formalmente aceito em abril do ano seguinte. O PDP-1 foi vendido na forma básica por US$ 120.000 (equivalente a US$ 8.902.812 em 2022). Quando a produção foi encerrada em 1969, 53 PDP-1s haviam sido entregues.
O PDP-1 foi fornecido como padrão com 4096 palavras de memória central, 18 bits por palavra, e funcionava a uma velocidade básica de 100.000 operações por segundo. Ele foi construído usando muitos System Building Blocks que foram empacotados em vários racks de 19 polegadas. Os próprios racks foram empacotados em um único gabinete grande de mainframe, com um painel de controle hexagonal contendo interruptores e luzes montados na altura da mesa em uma extremidade do mainframe. Acima do painel de controle estava a solução padrão de entrada/saída do sistema, um leitor e gravador de fita perfurada. A maioria dos sistemas era adquirida com dois periféricos, a tela de gráficos vetoriais Type 30 e uma máquina de escrever IBM Model B Electric modificada pela Soroban Engineering, que era usada como impressora. O sistema Soroban era notoriamente não confiável e frequentemente substituído por uma Friden Flexowriter modificada, que também continha seu próprio sistema de fita perfurada. Seguiu-se uma variedade de complementos mais caros, incluindo sistemas de fita magnética, leitores e perfuradores de cartões perfurados e sistemas de fita perfurada e impressora mais rápidos.
Quando a DEC lançou o PDP-1, também mencionou máquinas maiores, de 24, 30 e 36 bits, baseadas no mesmo projeto. Durante a construção do protótipo do PDP-1, alguns trabalhos de projeto foram realizados em um PDP-2 de 24 bits e no PDP-3 de 36 bits. Embora o PDP-2 nunca tenha ido além do projeto inicial, o PDP-3 despertou algum interesse e foi totalmente projetado. Apenas um PDP-3 parece ter sido construído, em 1960, pelo Scientific Engineering Institute (SEI) da CIA em Waltham, Massachusetts. De acordo com as poucas informações disponíveis, ele foi usado para processar dados de seção transversal de radar para a aeronave de reconhecimento Lockheed A-12. Gordon Bell lembrava que ele estava sendo usado no Oregon algum tempo depois, mas não se lembrava de quem o estava usando.
Em novembro de 1962, a DEC apresentou o PDP-4 de US$ 65.000. O PDP-4 era semelhante ao PDP-1 e usava um conjunto de instruções semelhante, mas usava uma memória mais lenta e uma embalagem diferente para reduzir o preço. Como o PDP-1, cerca de 54 PDP-4s foram vendidos, a maioria para uma base de clientes semelhante ao PDP-1 original.
Em 1964, a DEC apresentou seu novo projeto de módulo Flip Chip e o utilizou para reimplementar o PDP-4 como o PDP-7. O PDP-7 foi lançado em dezembro de 1964, e cerca de 120 foram produzidos. Uma atualização do Flip Chip levou à série R, que, por sua vez, levou ao PDP-7A em 1965. O PDP-7 é mais famoso por ser a máquina para a qual o sistema operacional Unix foi originalmente escrito. O Unix funcionou apenas em sistemas DEC até o Interdata 8/32.
Em agosto de 1966, foi introduzida uma atualização mais drástica para a série PDP-1, o PDP-9. O PDP-9 era compatível em termos de instruções com o PDP-4 e o -7, mas era duas vezes mais rápido que o -7 e foi planejado para ser usado em implantações maiores. Por apenas US$ 19.900 em 1968, o PDP-9 foi um grande sucesso de vendas, chegando a vender 445 máquinas, mais do que todos os modelos anteriores juntos.
Mesmo enquanto o PDP-9 estava sendo lançado, seu substituto estava sendo projetado e foi apresentado como o PDP-15 de 1969, que reimplementou o PDP-9 usando circuitos integrados em vez de módulos. Muito mais rápido do que o PDP-9, mesmo em sua forma básica, o PDP-15 também incluía uma unidade de ponto flutuante e um processador de entrada/saída separado para aumentar ainda mais o desempenho. Mais de 400 PDP-15 foram encomendados nos primeiros oito meses de produção, e a produção acabou chegando a 790 exemplares em 12 modelos básicos. Entretanto, a essa altura, outras máquinas da linha da DEC podiam preencher o mesmo nicho a preços ainda mais baixos, e o PDP-15 seria o último da série de 18 bits.

### Família PDP-8 (1962)

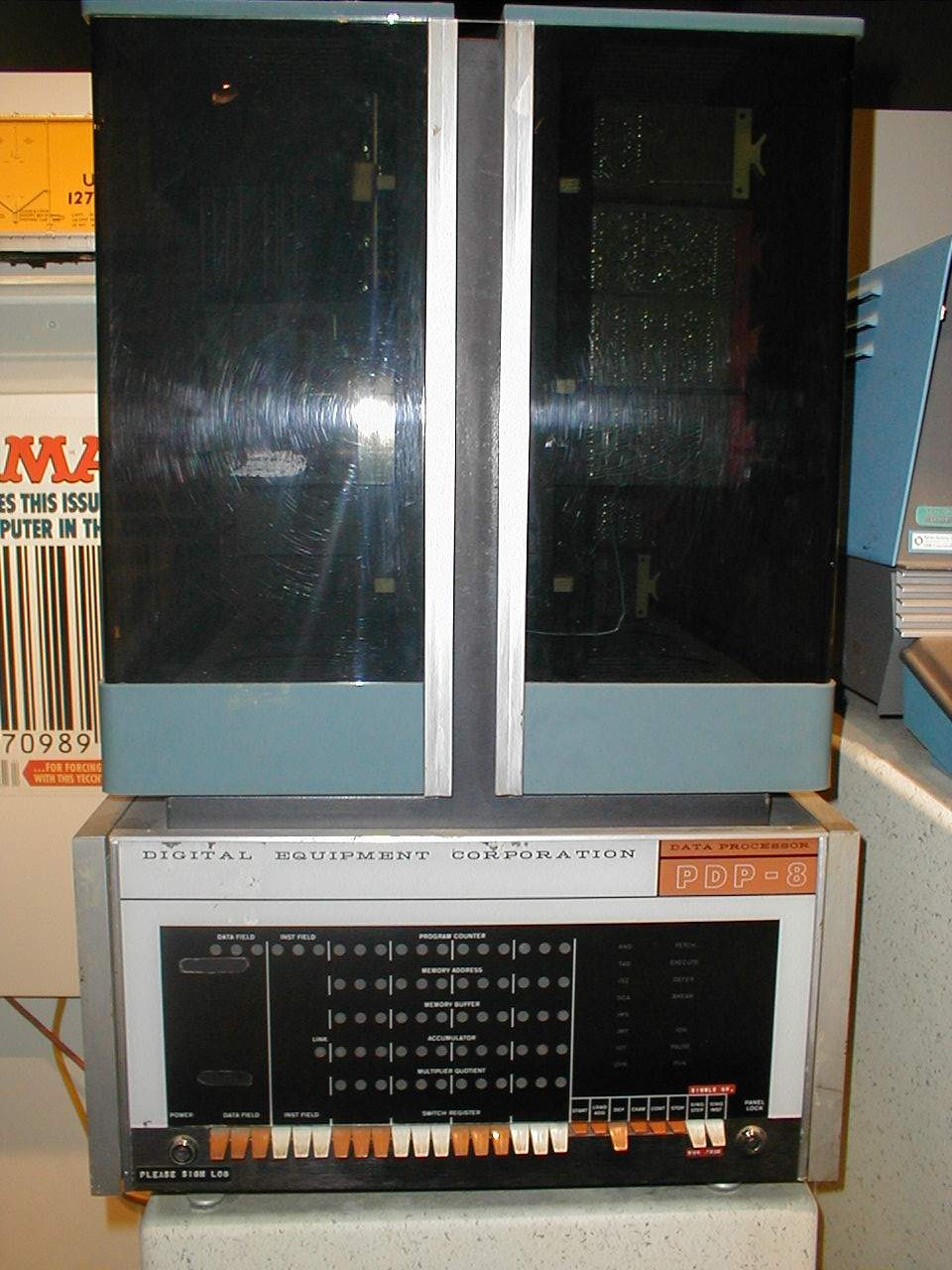
Um PDP-8 em exposição no Smithsonian's National Museum of American History, em Washington, D.C. Esse exemplo pertence à primeira geração de PDP-8s, construído com transistores discretos e mais tarde conhecido como Straight 8.

Em 1962, o Lincoln Laboratory usou uma seleção de System Building Blocks para implementar uma pequena máquina de 12 bits e conectou-a a uma variedade de dispositivos de entrada/saída (E/S) analógico-digital (A a D) que facilitaram a interface com vários equipamentos analógicos de laboratório. O LINC atraiu grande interesse da comunidade científica e, desde então, tem sido chamado de o primeiro minicomputador de verdade, uma máquina pequena e barata o suficiente para ser dedicada a uma única tarefa, mesmo em um laboratório pequeno.
Vendo o sucesso do LINC, em 1963 a DEC adotou o projeto lógico básico, mas retirou os extensos sistemas de A a D para produzir o PDP-5. A nova máquina, a primeira fora dos moldes do PDP-1, foi apresentada na WESTCON em 11 de agosto de 1963. Um anúncio de 1964 expressou a principal vantagem do PDP-5: "Agora você pode ter o computador PDP-5 pelo mesmo preço de uma memória de núcleo: US$ 27.000". 116 PDP-5s foram produzidos até o fechamento das linhas no início de 1967. Como o PDP-1 antes dele, o PDP-5 inspirou uma série de modelos mais novos baseados no mesmo projeto básico que viria a ser mais famoso do que seu pai.
Em 22 de março de 1965, a DEC apresentou o PDP-8, que substituiu os módulos do PDP-5 pelos novos módulos da série R usando Flip Chips. A máquina foi reembalada em um pequeno gabinete de mesa, que continua sendo característico pelo uso de plástico fumê sobre a CPU, o que permitia ver facilmente os módulos lógicos conectados ao backplane da CPU. Vendida como padrão com 4 kWords de memória de núcleo de 12 bits e um Teletype Modelo 33 ASR para entrada/saída básica, a máquina foi vendida por apenas US$ 18.000. O PDP-8 é conhecido como o primeiro minicomputador de verdade por causa de seu preço abaixo de US$ 25.000. As vendas foram, sem surpresa, muito fortes e ajudadas pelo fato de que vários concorrentes tinham acabado de entrar no mercado com máquinas voltadas diretamente para o espaço de mercado do PDP-5, que o PDP-8 superou. Isso deu à empresa dois anos de liderança irrestrita, e, por fim, 1450 máquinas "straight eight" foram produzidas antes de serem substituídas por novas implementações do mesmo projeto básico.
A DEC atingiu uma faixa de preço ainda mais baixa com o PDP-8/S, o S de "serial". Como o nome indica, o /S usava uma unidade aritmética serial, que era muito mais lenta, mas reduziu tanto os custos que o sistema foi vendido por menos de US$ 10.000. A DEC então usou o novo projeto do PDP-8 como base para um novo LINC, o LINC-8 de dois processadores. O LINC-8 usava uma CPU PDP-8 e uma CPU LINC separada, e incluía instruções para alternar de uma para a outra. Isso permitia que os clientes executassem seus programas LINC existentes ou "atualizassem" para o PDP-8, tudo em software. Embora não tenha sido um grande sucesso de vendas, 142 LINC-8s foram vendidos a partir de US$ 38.500. Assim como a evolução original do LINC para o PDP-5, o LINC-8 foi modificado para o PDP-12 de processador único, acrescentando mais 1.000 máquinas à família de 12 bits. Novos projetos de circuitos levaram ao PDP-8/I e ao PDP-8/L em 1968. Em 1975, um ano após um acordo entre a DEC e a Intersil, foi lançado o chip Intersil 6100, efetivamente um PDP-8 em um chip. Essa foi uma maneira de permitir que o software PDP-8 fosse executado mesmo após o anúncio oficial do fim da vida útil da linha de produtos DEC PDP-8.

### Famílias PDP-6 e famílias PDP-10 (1963 e 1968)

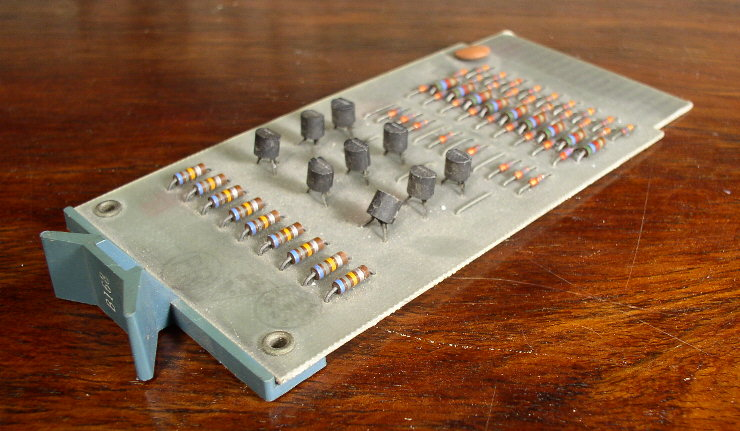
Um módulo Flip Chip série "B" (azul) contendo nove transistores, 1971

Enquanto o PDP-5 introduziu uma linha de custo mais baixo, o PDP-6 de 1963 tinha o objetivo de levar a DEC ao mercado de mainframe com uma máquina de 36 bits. No entanto, o PDP-6 provou ser "difícil de vender" para os clientes, pois oferecia poucas vantagens óbvias em relação a máquinas semelhantes de fornecedores mais bem estabelecidos, como a IBM ou a Honeywell, apesar de seu baixo custo de cerca de US$ 300.000. Apenas 23 foram vendidos, ou 26, dependendo da fonte, e, ao contrário de outros modelos, as baixas vendas significaram que o PDP-6 não foi aprimorado com versões sucessoras. No entanto, o PDP-6 é historicamente importante como a plataforma que introduziu o "Monitor", um sistema operacional inicial de tempo compartilhado que evoluiria para o amplamente utilizado TOPS-10.
Quando o novo empacotamento do Flip Chip permitiu que o PDP-6 fosse reimplementado a um custo muito menor, a DEC aproveitou a oportunidade para refinar seu projeto de 36 bits, lançando o PDP-10 em 1968. O PDP-10 foi um sucesso tanto quanto o PDP-6 foi um fracasso comercial; cerca de 700 mainframes PDP-10 foram vendidos antes do fim da produção em 1984. O PDP-10 foi amplamente utilizado em ambientes universitários e, portanto, foi a base de muitos avanços na computação e no design de sistemas operacionais durante a década de 1970. Posteriormente, a DEC renomeou todos os modelos da série de 36 bits como "DECsystem-10", e os PDP-10s são geralmente referidos pelo modelo de sua CPU, começando com o "KA10", logo atualizado para o "KI10" (I: circuito integrado); depois para o "KL10" (L: lógica ECL de integração em larga escala); também o "KS10" (S: fator de forma pequeno). As atualizações unificadas da linha de produtos produziram o DECSYSTEM-20 compatível, juntamente com um sistema operacional TOPS-20 que incluía suporte à memória virtual.
O Projeto Jupiter deveria dar continuidade à linha de produtos de mainframe no futuro, usando matrizes de portas com um inovador sistema de resfriamento Air Mover, juntamente com um mecanismo de processamento de ponto flutuante integrado chamado "FBOX". O projeto foi concebido para um nicho de computação científica de alto nível, mas a medição crítica de desempenho foi baseada na compilação COBOL, que não utilizou totalmente os principais recursos de design da tecnologia Jupiter. Quando o Projeto Jupiter foi cancelado em 1983, alguns dos engenheiros adaptaram aspectos do design de 36 bits em um futuro design de 32 bits, lançando o VAX8600 de ponta em 1985.

### PDP-11 (1970)

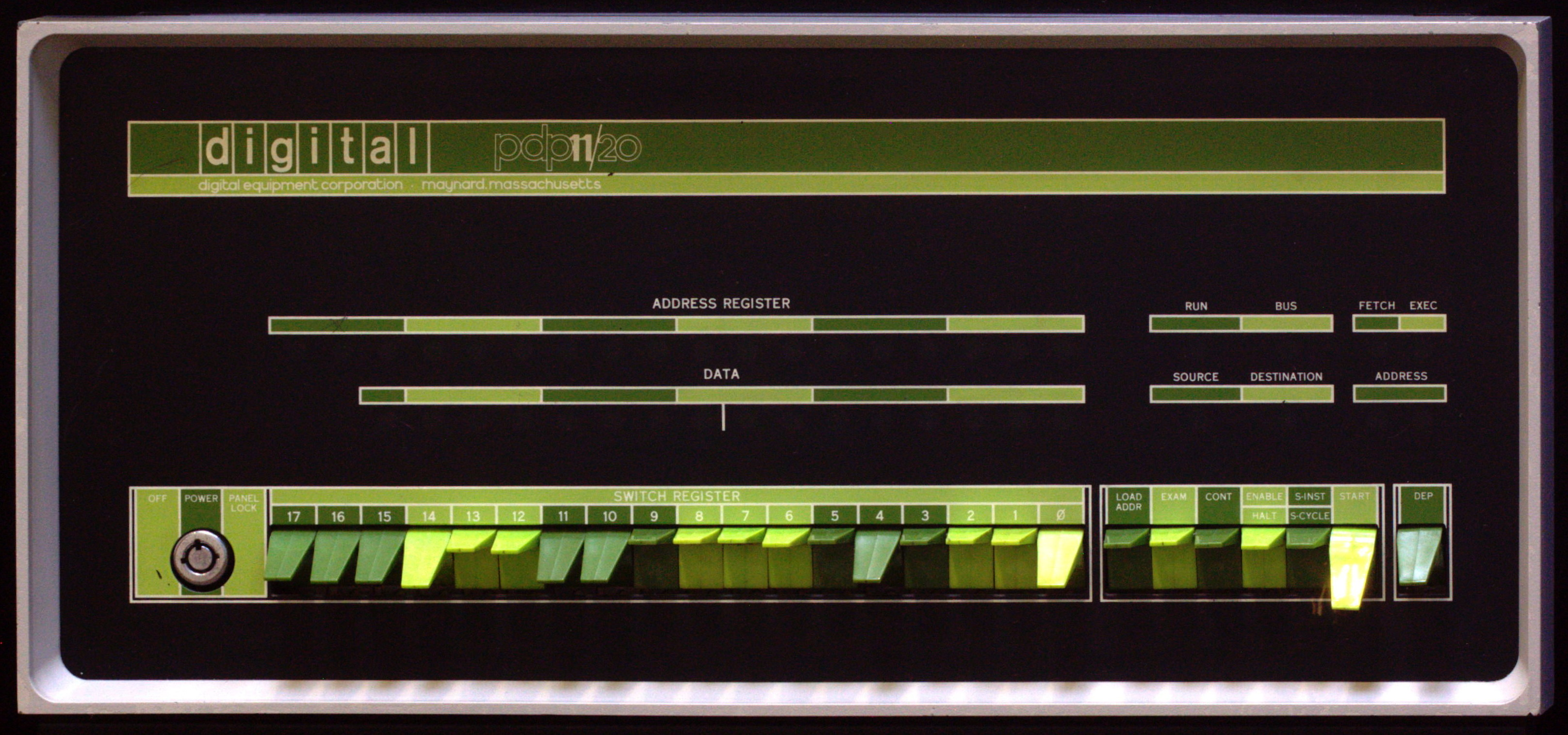
PDP-11/20, o primeiro modelo do PDP-11 em exibição na EPFL

A entrada bem-sucedida da DEC no mercado de computadores ocorreu durante uma mudança fundamental na organização subjacente das máquinas, de comprimentos de palavras baseados em caracteres de 6 bits para aqueles baseados em palavras de 8 bits necessárias para suportar ASCII. A DEC começou a estudar essa máquina, o PDP-X, mas Ken Olsen não a apoiou, pois não conseguia ver como ela poderia oferecer algo que as máquinas de 12 ou 18 bits existentes não oferecessem. Isso levou os líderes do projeto PDP-X a deixar a DEC e fundar a Data General, cujo Data General Nova de 16 bits foi lançado em 1969 e foi um grande sucesso.
O sucesso do Nova finalmente fez com que a DEC levasse a troca a sério, e eles iniciaram um programa de emergência para introduzir uma máquina de 16 bits própria. O novo sistema foi projetado principalmente por Harold McFarland, Gordon Bell, Roger Cady e outros. O projeto conseguiu dar um salto no design com a chegada de Harold McFarland, que estava pesquisando designs de 16 bits na Carnegie Mellon University. Um de seus projetos mais simples tornou-se a base para o novo projeto, embora, quando viram a proposta pela primeira vez, a gerência não tenha ficado impressionada e quase a cancelou.
O resultado foi o PDP-11, lançado em 1970. Ele diferia consideravelmente dos projetos anteriores. Em particular, o novo projeto não incluía muitos dos modos de endereçamento destinados a tornar os programas menores na memória, uma técnica que era amplamente utilizada em outras máquinas DEC e em projetos CISC em geral. Isso significaria que a máquina passaria mais tempo acessando a memória, o que a tornaria mais lenta. No entanto, a máquina também ampliou a ideia de vários "Registros de uso geral" (GPRs), o que deu ao programador flexibilidade para usar esses caches de memória de alta velocidade conforme necessário, o que poderia resolver os problemas de desempenho.

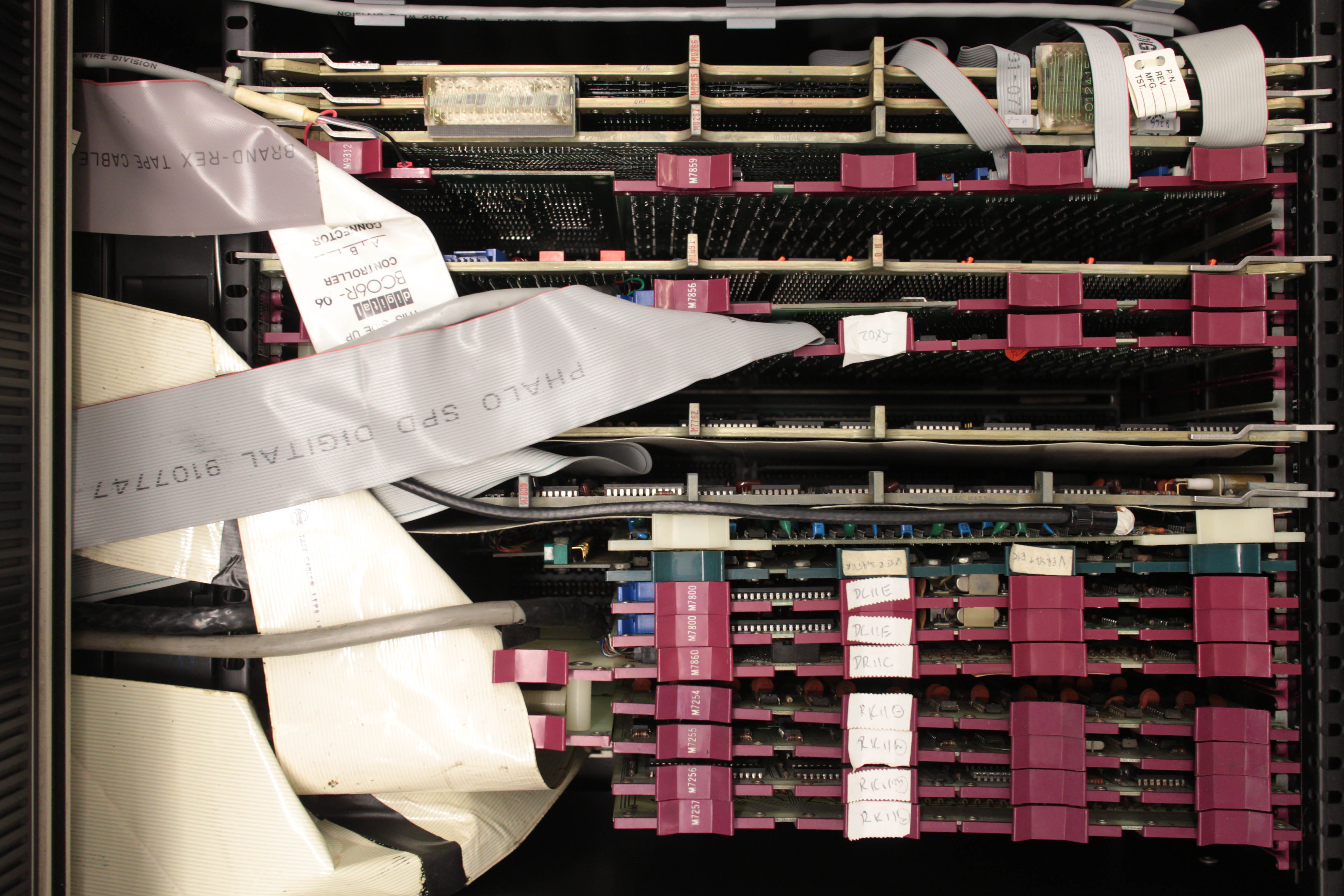
Vista superior do PDP-11/34, mostrando os slots Unibus com a CPU, o controlador de unidade DK e outras opções

Um grande avanço no projeto do PDP-11 foi o Unibus da DEC, que suportava todos os periféricos por meio de mapeamento de memória. Isso permitiu que um novo dispositivo fosse adicionado com facilidade, geralmente exigindo apenas a conexão de uma placa de interface de hardware ao backplane e, possivelmente, a adição de um jumper ao backplane com fio e, em seguida, a instalação de um software que lesse e gravasse na memória mapeada para controlá-lo. A relativa facilidade de interfaceamento gerou um enorme mercado de complementos de terceiros para o PDP-11, o que tornou a máquina ainda mais útil.
A combinação de inovações arquitetônicas mostrou-se superior aos concorrentes e a arquitetura "11" logo se tornou líder do setor, impulsionando a DEC de volta a uma forte posição no mercado. Mais tarde, o design foi expandido para permitir memória física paginada e recursos de proteção de memória, úteis para multitarefa e tempo compartilhado. Alguns modelos suportavam espaços separados de instruções e dados para um tamanho de endereço virtual efetivo de 128 kB em um tamanho de endereço físico de até 4 MB. Os PDP-11s menores, implementados como CPUs de chip único, continuaram a ser produzidos até 1996, quando mais de 600.000 foram vendidos.

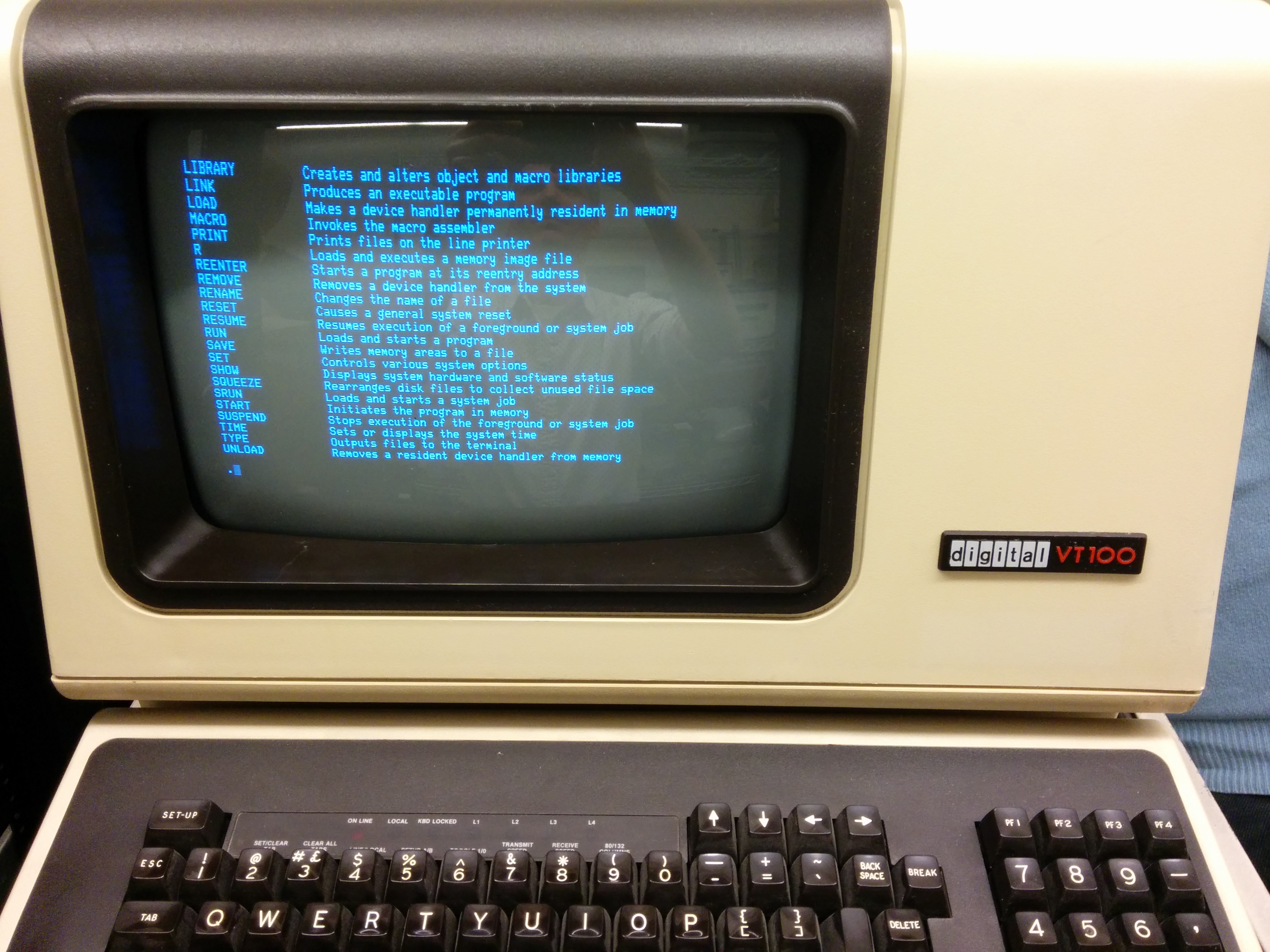
A tela de ajuda interativa do RT-11 exibida em um terminal de exibição VT100

O PDP-11 suportava vários sistemas operacionais, inclusive o novo sistema operacional Unix da Bell Labs, bem como o DOS-11, RSX-11, IAS, RT-11, DSM-11 e RSTS/E da DEC. Muitos dos primeiros aplicativos do PDP-11 foram desenvolvidos usando utilitários autônomos de fita de papel. O DOS-11 foi o primeiro sistema operacional em disco do PDP-11, mas logo foi suplantado por sistemas mais capazes. O RSX oferecia um ambiente multitarefa de uso geral e suportava uma grande variedade de linguagens de programação. O IAS era uma versão com tempo compartilhado do RSX-11D. Tanto o RSTS quanto o Unix eram sistemas de compartilhamento de tempo disponíveis para instituições de ensino a um custo baixo ou gratuito, e esses sistemas PDP-11 estavam destinados a ser a "caixa de areia" para uma nova geração de engenheiros e cientistas da computação. Um grande número de PDP-11/70s foi implantado em aplicações de telecomunicações e controle industrial. A AT&T Corporation tornou-se o maior cliente da DEC.
O RT-11 forneceu um sistema operacional prático em tempo real com um mínimo de memória, permitindo que o PDP-11 continuasse a desempenhar o papel fundamental da DEC como fornecedor de computadores para sistemas incorporados. Historicamente, o RT-11 também serviu de inspiração para muitos sistemas operacionais de microcomputadores, já que, em geral, eram escritos por programadores que começaram a trabalhar em um dos muitos modelos de PDP-11. Por exemplo, o CP/M usava uma sintaxe de comando semelhante à do RT-11 e até manteve o incômodo programa PIP usado para copiar dados de um dispositivo de computador para outro. Como outra nota de rodapé histórica, o uso de "/" pela DEC para "switches" (opções de linha de comando) levaria à adoção de "\" para nomes de caminho no MS-DOS e no Microsoft Windows, em oposição a "/" no Unix.
A evolução do PDP-11 seguiu os sistemas anteriores, eventualmente incluindo um computador pessoal de mesa para um único usuário, o MicroPDP-11. No total, foram vendidos cerca de 600.000 PDP-11s de todos os modelos, e uma grande variedade de fornecedores de periféricos de terceiros também entrou no ecossistema de produtos de computador. Ele chegou a ser vendido em forma de kit como o Heathkit H11, embora tenha se mostrado muito caro para o mercado tradicional de hobby da Heathkit.

### VAX (1977)

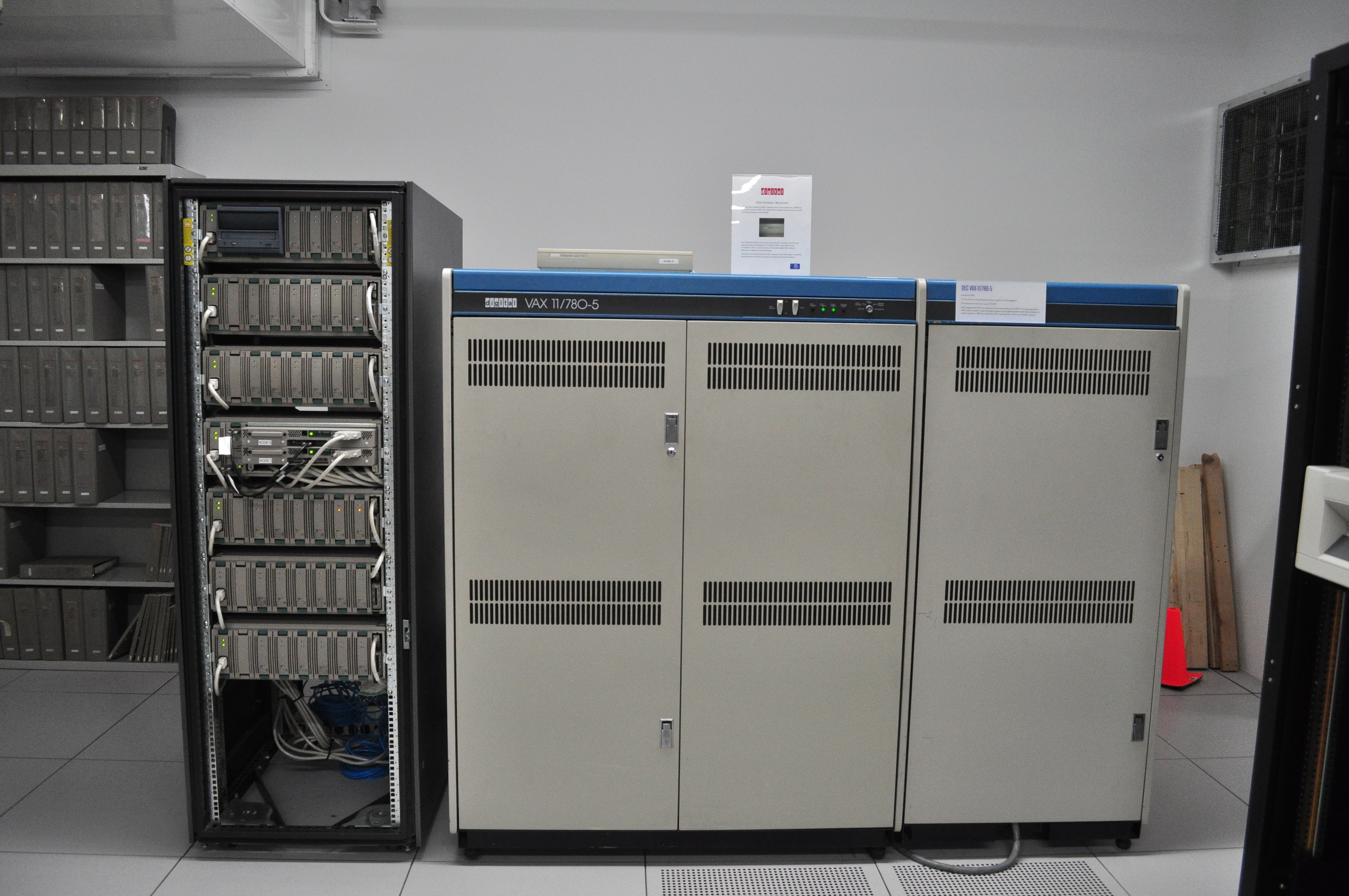
DEC VAX 11/780-5 em Living Computers: Museum + Labs

A introdução da memória de semicondutores no início da década de 1970 e, principalmente, da RAM dinâmica logo em seguida, levou a reduções drásticas no preço da memória, à medida que os efeitos da Lei de Moore eram sentidos. Em poucos anos, era comum equipar uma máquina com toda a memória que ela podia endereçar, normalmente 64 kB em máquinas de 16 bits. Isso levou os fornecedores a introduzir novos designs com a capacidade de endereçar mais memória, geralmente estendendo o formato de endereço para 18 ou 24 bits em máquinas que, de outra forma, eram semelhantes aos designs anteriores de 16 bits.
Em contrapartida, a DEC decidiu fazer uma mudança mais radical. Em 1976, eles iniciaram o projeto de uma máquina cuja arquitetura inteira foi expandida do PDP-11 de 16 bits para uma nova base de 32 bits. Isso permitiria o endereçamento de memórias muito grandes, que seriam controladas por um novo sistema de memória virtual, e também melhoraria o desempenho ao processar o dobro de dados por vez. O sistema, no entanto, manteria a compatibilidade com o PDP-11, operando em um segundo modo que enviava suas palavras de 16 bits para os internos de 32 bits, enquanto mapeava o espaço de memória de 16 bits do PDP-11 para o espaço virtual maior de 32 bits.
O resultado foi a arquitetura VAX, onde VAX significa Virtual Address eXtension (de 16 a 32 bits). O primeiro computador a usar uma CPU VAX foi o VAX-11/780, anunciado em outubro de 1977, ao qual a DEC se referiu como um superminicomputador. Embora não tenha sido o primeiro minicomputador de 32 bits, a combinação de recursos, preço e marketing do VAX-11/780 o impulsionou quase que imediatamente para uma posição de liderança no mercado após seu lançamento em 1978. Os sistemas VAX foram tão bem-sucedidos que, em 1983, a DEC cancelou seu projeto Jupiter, que tinha como objetivo construir um sucessor para o mainframe PDP-10 e, em vez disso, concentrou-se em promover o VAX como a única arquitetura de computador da empresa.
Apoiando o sucesso do VAX estava o VT52, um dos terminais inteligentes de maior sucesso. Baseado em modelos anteriores menos bem-sucedidos, o VT05 e o VT50, o VT52 foi o primeiro terminal que fazia tudo o que se poderia desejar em um único chassi de baixo custo. O VT52 foi seguido pelo ainda mais bem-sucedido VT100 e seus sucessores, tornando a DEC um dos maiores fornecedores de terminais do setor. Isso foi apoiado por uma linha de impressoras de computador de baixo custo, a linha DECwriter. Com as séries VT e DECwriter, a DEC passou a oferecer um sistema completo de ponta a ponta, do computador a todos os periféricos, o que antes exigia a coleta dos dispositivos necessários de diferentes fornecedores.
A arquitetura do processador VAX e a família de sistemas evoluíram e se expandiram por várias gerações durante a década de 1980, culminando com a implementação do microprocessador NVAX e a série VAX 7000/10000 no início da década de 1990.

### Os primeiros microcomputadores (1982-1986)
Quando um grupo de pesquisa da DEC demonstrou dois protótipos de microcomputadores em 1974 - antes do lançamento do Altair da MITS - Olsen optou por não dar continuidade ao projeto. Da mesma forma, a empresa rejeitou outra proposta de computador pessoal em 1977. Na época, esses sistemas eram de utilidade limitada, e Olsen os ridicularizou em 1977, afirmando: "Não há motivo para que uma pessoa tenha um computador em casa." Como era de se esperar, a DEC não se empenhou muito na área de microcomputadores no início do mercado. Em 1977, foi anunciado o Heathkit H11, um PDP-11 em forma de kit. No início da década de 1980, a DEC construiu o VT180 (codinome "Robin"), que era um terminal VT100 com um microcomputador baseado em Z80 rodando CP/M, mas esse produto estava inicialmente disponível apenas para os funcionários da DEC.
Foi somente depois que a IBM lançou com sucesso o IBM PC em 1981 que a DEC respondeu com seus próprios sistemas. Em 1982, a DEC lançou não uma, mas três máquinas incompatíveis, cada uma ligada a diferentes arquiteturas proprietárias. A primeira, a DEC Professional, era baseada no PDP-11/23 (e, posteriormente, no 11/73) que executava o P/OS ("Professional Operating System") derivado do RSX-11M+, mas orientado por menus. Essa máquina da DEC superou facilmente o desempenho do PC, mas era mais cara e totalmente incompatível com o hardware e o software do IBM PC, oferecendo muito menos opções para personalizar um sistema.
Ao contrário dos microcomputadores CP/M e DOS, cada cópia de cada programa para o Professional tinha de ser fornecida com uma chave exclusiva para a máquina e a CPU específicas para as quais foi comprada. Naquela época, essa era uma política comum, pois a maioria dos softwares de computador era comprada da empresa que construía o computador ou era feita sob medida para um cliente. Entretanto, o emergente setor de software de terceiros desconsiderou a linha PDP-11/Professional e se concentrou em outros microcomputadores, onde a distribuição era mais fácil. Na própria DEC, a criação de programas melhores para o Professional não era uma prioridade, talvez por medo de canibalizar a linha PDP-11. Como resultado, o Professional era uma máquina superior, rodando um software inferior. Além disso, um novo usuário teria que aprender uma interface de usuário baseada em menus estranha, lenta e inflexível, que parecia ser radicalmente diferente do PC DOS ou do CP/M, que eram mais comumente usados nos microcomputadores baseados no 8080 e 8088 da época. Uma segunda oferta, o DECmate II, era a versão mais recente dos processadores de texto baseados no PDP-8, mas não era realmente adequado para a computação geral, nem competia com o popular equipamento de processamento de texto do Wang Laboratories.
O primeiro microcomputador DEC mais popular foi o Rainbow 100 com dois processadores (Z80 e 8088), que executava o sistema operacional CP/M de 8 bits no Z80 e o sistema operacional CP/M-86 de 16 bits no processador Intel 8088. Ele também podia executar uma implementação do UNIX System III chamada VENIX. Os aplicativos do CP/M padrão podiam ser recompilados para o Rainbow, mas, nessa época, os usuários esperavam aplicativos personalizados (binários pré-compilados), como o Lotus 1-2-3, que acabou sendo portado junto com o MS-DOS 2.0 e introduzido no final de 1983. Embora o Rainbow tenha gerado alguma repercussão na imprensa, não foi bem-sucedido devido ao seu alto preço e à falta de marketing e suporte de vendas. No final de 1983, a IBM estava vendendo mais de dez computadores pessoais da DEC do que a DEC.

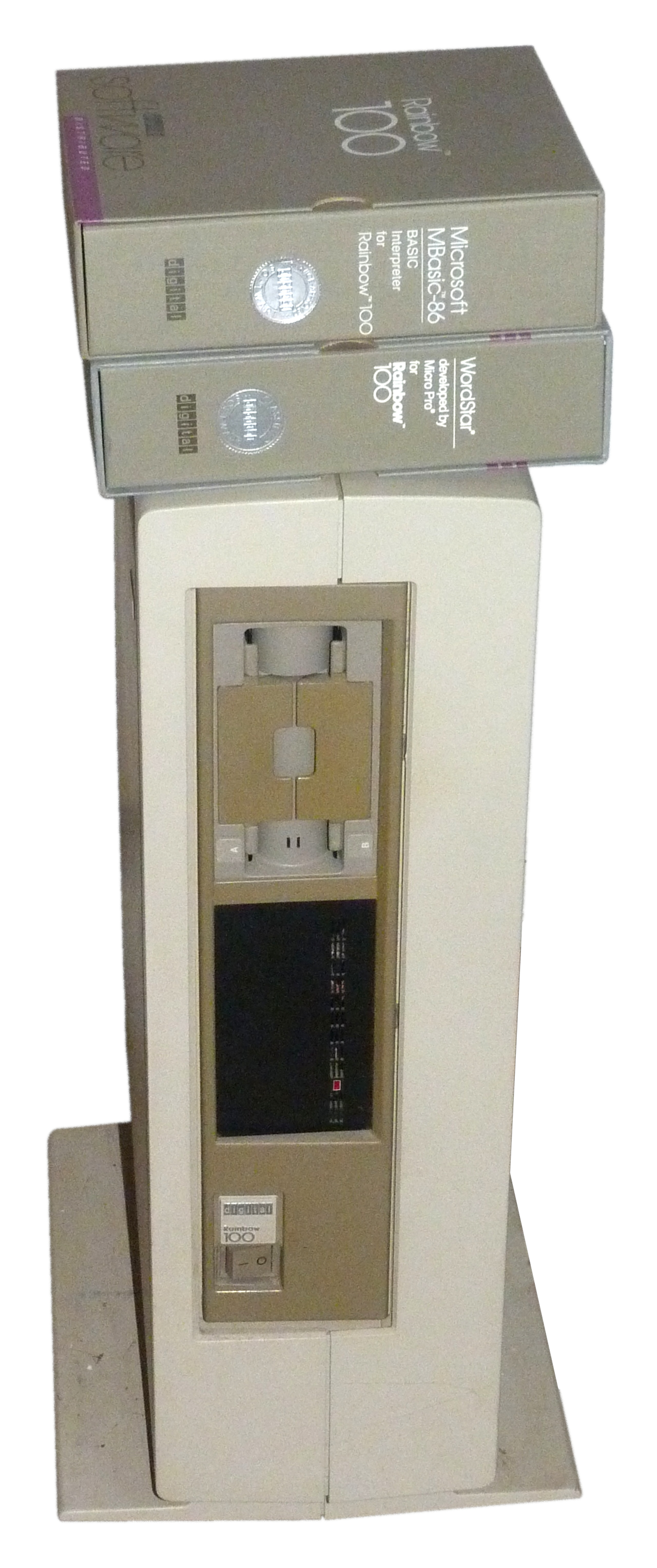
DEC Rainbow 100, montado no chão

Um outro sistema foi lançado em 1986, o VAXmate, que incluía o Microsoft Windows 1.0 e usava servidores de arquivos e de impressão baseados em VAX/VMS, além da integração com a própria família DECnet da DEC, fornecendo conexão LAN/WAN do PC para o mainframe ou supermini. O VAXmate substituiu o Rainbow e, em seu formato padrão, foi a primeira estação de trabalho sem disco amplamente comercializada.

### Redes e clusters (1984)
Em 1984, a DEC lançou sua primeira Ethernet de 10 Mbit/s. A Ethernet permitiu a criação de redes escalonáveis, e o VAXcluster permitiu a computação escalonável. Combinada com a DECnet e os servidores de terminal baseados em Ethernet (LAT), a DEC produziu uma arquitetura de armazenamento em rede que lhe permitiu competir diretamente com a IBM. A Ethernet substituiu o Token Ring e passou a ser o modelo de rede dominante em uso atualmente.
Em setembro de 1985, a DEC tornou-se a quinta empresa a registrar um nome de domínio .com (dec.com).
Junto com o hardware e os protocolos, a DEC também introduziu o conceito de VAXcluster, que permitia que várias máquinas VAX fossem unidas em um único sistema de armazenamento maior. Os VAXclusters permitiam que uma empresa baseada na DEC escalonasse seus serviços adicionando novas máquinas ao cluster a qualquer momento, em vez de comprar uma máquina mais rápida e usá-la para substituir uma mais lenta. A flexibilidade que isso oferecia era atraente e permitia que a DEC atacasse mercados de ponta que antes estavam fora de seu alcance.

### Diversificação no final da década de 1980
As linhas PDP-11 e VAX continuaram a vender em números recordes. Melhor ainda, a DEC estava competindo muito bem contra a líder de mercado, a IBM, tirando cerca de US$ 2 bilhões dela em meados da década de 1980. Em 1986, os lucros da DEC aumentaram 38% quando o restante do setor de computadores sofreu uma queda e, em 1987, a empresa estava ameaçando a posição de número um da IBM no setor de computadores. Pouco tempo depois, surgiram as ofertas VAX Killer da IBM, em uma época em que a DEC tinha o dobro das vendas da IBM no mercado de computadores de médio porte.
Em seu auge, a DEC era a segunda maior empresa de computadores do mundo, com mais de 100.000 funcionários. Foi nessa época que a empresa expandiu seu desenvolvimento para uma ampla variedade de projetos que estavam longe de seu negócio principal de equipamentos de informática. A empresa investiu muito em software personalizado. Na década de 1970 e antes, a maioria dos softwares era escrita sob medida para atender a uma tarefa específica, mas, na década de 1980, a introdução de bancos de dados relacionais e sistemas semelhantes permitiu que softwares poderosos fossem criados de forma modular, o que poderia economizar muito tempo de desenvolvimento. Empresas de software como a Oracle se tornaram as novas queridinhas do setor, e a DEC iniciou seus próprios esforços em todos os nichos "quentes", em alguns casos, vários projetos para o mesmo nicho. Alguns desses produtos concorriam com os próprios parceiros da DEC, especialmente o Rdb, que concorria com os produtos da Oracle no VAX, parte de uma grande parceria feita apenas alguns anos antes.
Embora muitos desses produtos fossem bem projetados, a maioria deles era exclusiva ou centrada na DEC, e os clientes frequentemente os ignoravam e usavam produtos de terceiros. Esse problema foi ainda mais exacerbado pela aversão de Olsen à publicidade tradicional e por sua crença de que produtos bem projetados se venderiam sozinhos. Centenas de milhões de dólares foram gastos nesses projetos, ao mesmo tempo em que as estações de trabalho que usavam microprocessadores RISC estavam começando a se aproximar das CPUs VAX em termos de desempenho.

### Início da década de 1990, vacilação e tentativa de recuperação
Como os microprocessadores continuaram a melhorar na década de 1980, logo ficou claro que a próxima geração ofereceria desempenho e recursos iguais aos melhores da linha de minicomputadores de baixo custo da DEC. Pior ainda, os projetos Berkeley RISC e Stanford MIPS tinham como objetivo introduzir projetos de 32 bits que superariam os membros mais rápidos da família VAX, a "vaca leiteira" da DEC.
Limitada pelo enorme sucesso de seus produtos VAX e VMS, que seguiam o modelo proprietário, a empresa demorou muito para responder a essas ameaças. No início da década de 1990, a DEC viu suas vendas vacilarem e, logo em seguida, houve as primeiras demissões. A empresa que criou o minicomputador, uma tecnologia de rede dominante e, sem dúvida, os primeiros computadores para uso pessoal, havia abandonado o mercado de "baixo custo", cujo domínio com o PDP-8 havia construído a empresa em uma geração anterior. As decisões sobre o que fazer em relação a essa ameaça levaram a disputas internas na empresa que atrasaram seriamente suas respostas.
Um grupo sugeriu que todo desenvolvimento possível no setor fosse investido na construção de uma nova família VAX que superasse o desempenho das máquinas existentes. Isso limitaria a erosão do mercado no segmento de ponta, onde as margens de lucro eram maximizadas e a DEC poderia continuar a sobreviver como fornecedora de minicomputadores. Essa linha de pensamento levou, por fim, à série VAX 9000, que estava repleta de problemas quando foi lançada em outubro de 1989, já com dois anos de atraso. Os problemas levaram tanto tempo para serem resolvidos e os preços dos sistemas eram tão altos que a DEC nunca conseguiu fazer da linha o sucesso que esperava.
Outros dentro da empresa achavam que a resposta adequada era introduzir seus próprios designs RISC e usá-los para construir novas máquinas. No entanto, havia pouco apoio oficial para esses esforços, e nada menos que quatro pequenos projetos separados foram executados em paralelo em vários laboratórios nos EUA. Por fim, esses projetos foram reunidos no projeto PRISM, que apresentou um design confiável de 32 bits com alguns recursos exclusivos que permitiram que ele servisse como base para uma nova implementação do VAX. Brigas internas com equipes dedicadas ao mainframe da DEC dificultaram o financiamento, e o design não foi finalizado até abril de 1988, sendo cancelado logo em seguida. O projeto PRISM foi acompanhado pelo projeto MICA, que pretendia consolidar o VMS e o ULTRIX em um único sistema operacional.
Outro grupo concluiu que as novas estações de trabalho, como as da Sun Microsystems e da Silicon Graphics, tirariam uma grande parte da base de clientes da DEC antes que os novos sistemas VAX pudessem resolver os problemas, e que a empresa precisava de sua própria estação de trabalho Unix o mais rápido possível. Cansado com o lento progresso nas frentes RISC e VAX, um grupo em Palo Alto iniciou um projeto de trabalho informal para introduzir seus próprios sistemas. Selecionando o processador MIPS, que estava amplamente disponível, lançaram a nova série DECstation com o modelo 3100 em 11 de janeiro de 1989. Esses sistemas tiveram algum sucesso no mercado, mas foram posteriormente substituídos por modelos semelhantes com o Alpha.

#### Sistemas MIPS de 32 bits e Alpha de 64 bits (1992)

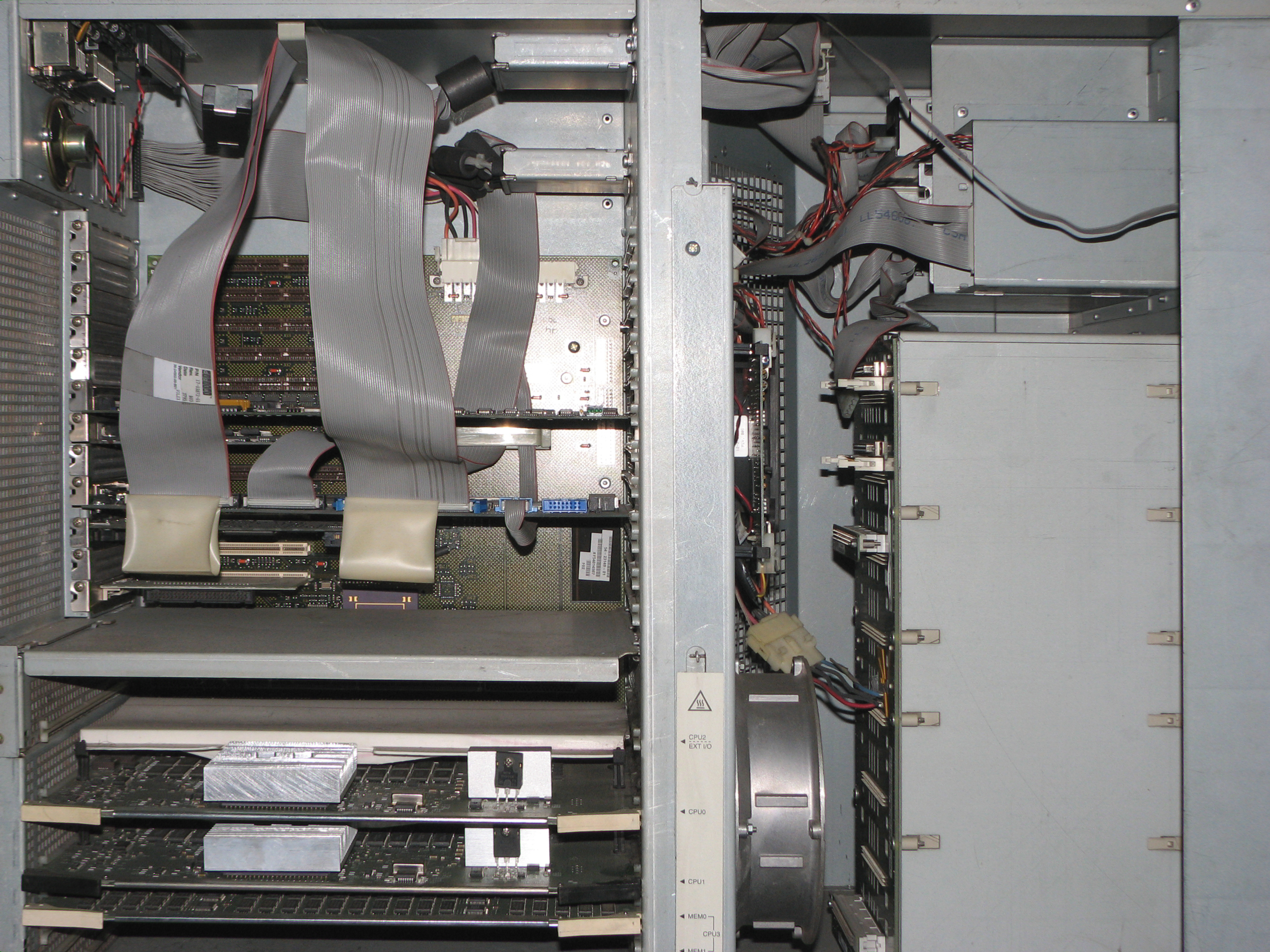
Vista interna do AlphaServer 2100

Eventualmente, em 1992, a DEC lançou o processador DECchip 21064, a primeira implementação da arquitetura de conjunto de instruções Alpha, inicialmente chamada de Alpha AXP; o "AXP" era um "não acrônimo" e foi posteriormente abandonado. Essa era uma arquitetura RISC de 64 bits, em oposição à arquitetura CISC de 32 bits usada no VAX. É uma das primeiras arquiteturas e implementações "puras" de microprocessadores de 64 bits, e não uma extensão de uma arquitetura anterior de 32 bits. O Alpha ofereceu um desempenho líder em sua classe em seu lançamento e foi usado no Cray T3D massivamente paralelo. As variantes subsequentes continuaram essa tendência de desempenho nos anos 2000, juntamente com as CPUs Pentium Pro, II e III derivadas do Alpha. Um supercomputador AlphaServer SC45 ainda estava classificado como o número 6 do mundo em novembro de 2004. Os computadores baseados em Alpha que compreendem a série DEC AXP, mais tarde AlphaStation, e a série AlphaServer substituíram respectivamente as arquiteturas VAX e MIPS nas linhas de produtos da DEC. Eles suportavam o OpenVMS, o DEC OSF/1 AXP (mais tarde conhecido como Digital Unix ou Tru64 UNIX) e o então novo sistema operacional da Microsoft, o Windows NT, um sistema operacional possibilitado por ex-engenheiros da Digital Equipment Corporation.
Em 1998, após a aquisição pela Compaq Computer Corporation, foi tomada a decisão de que a Microsoft não daria mais suporte e desenvolveria o Windows NT para os computadores da série Alpha, uma decisão que foi vista como o início do fim dos computadores da série Alpha.

#### StrongARM (1995)
Em meados da década de 1990, a Digital Semiconductor colaborou com a ARM Limited para produzir o microprocessador StrongARM. Ele se baseava em parte no ARM7 e em parte nas tecnologias da DEC, como a Alpha, e era voltado para sistemas incorporados e dispositivos portáteis. Ele era altamente compatível com a arquitetura ARMv4 e foi muito bem-sucedido, competindo efetivamente com rivais como as arquiteturas SuperH e MIPS no mercado de assistentes digitais portáteis. Posteriormente, a Microsoft abandonou o suporte a essas outras arquiteturas em sua plataforma Pocket PC. Em 1997, como parte de um acordo judicial, a propriedade intelectual da StrongARM foi vendida à Intel. A empresa continuou a produzir a StrongARM, além de desenvolvê-la na arquitetura XScale. Posteriormente, a Intel vendeu esse negócio para o Marvell Technology Group em 2006.

### Reinado de Palmer (1992–1998)

Logotipo reformulado introduzido em 1993

Em seu auge, no final da década de 1980, a DEC teve US$ 14 bilhões em vendas e foi classificada entre as empresas mais lucrativas dos EUA. Com sua forte equipe de engenheiros, esperava-se que a DEC inaugurasse a era dos computadores pessoais, mas a crença comumente mal compreendida, então defendida pela diretoria para seus acionistas, era de que o Sr. Olsen era abertamente cético em relação às máquinas de mesa, afirmando que "o computador pessoal não terá sucesso nos negócios" e considerando-as como "brinquedos" usados para jogar videogames. Essa afirmação foi feita em 1977 sobre o que poderia ser mais caracterizado como dispositivos de automação residencial.
A diretoria forçou Olsen a renunciar ao cargo de presidente em julho de 1992 após dois anos de perdas na receita operacional. Ele foi substituído por Robert Palmer como presidente da empresa. O conselho de administração da DEC também concedeu a Palmer o título de diretor executivo ("CEO"), um título que nunca havia sido usado durante os 35 anos de existência da DEC. Palmer havia ingressado na DEC em 1985 para dirigir a Semiconductor Engineering and Manufacturing. Sua campanha incansável para ser CEO e o sucesso com a família de microprocessadores Alpha o tornaram um candidato para suceder Olsen. Ao mesmo tempo, foi foi criado um logotipo mais moderno.
Palmer reestruturou a DEC em nove unidades de negócios que se reportavam diretamente a ele. No entanto, a DEC continuou a sofrer perdas recordes, incluindo uma perda de US$ 260,5 milhões no trimestre que terminou em 30 de setembro de 1992. Ela reportou perdas de US$ 2,8 bilhões no ano fiscal de 1992. Em 5 de janeiro de 1993, John F. Smith se aposentou como vice-presidente sênior de operações, o segundo no comando da DEC, e seu cargo não foi preenchido. Veterano de 35 anos na empresa, ele ingressou na DEC em 1958 como o 12º funcionário da empresa, deixando passar a chance de trabalhar na Bell Laboratories, em Nova Jersey, para trabalhar na DEC. Smith tornou-se um dos três vice-presidentes seniores em 1987 e foi amplamente considerado entre os possíveis sucessores de Ken Olsen, especialmente quando Smith foi nomeado diretor de operações em 1991. Smith se tornou um porta-voz da empresa em questões financeiras e atuou em pontos problemáticos para os quais Olsen pediu mais atenção. Smith foi preterido em favor de Palmer quando Olsen foi forçado a se demitir em julho de 1992, embora Smith tenha permanecido na empresa por algum tempo para ajudar a reerguer a empresa em dificuldades.
Em junho de 1993, Palmer e vários de seus principais tenentes apresentaram seus planos de reorganização sob aplausos do conselho de administração e, várias semanas depois, a DEC divulgou seu primeiro trimestre lucrativo em vários anos. No entanto, em 15 de abril de 1994, a DEC divulgou um prejuízo de US$ 183 milhões, três a quatro vezes maior do que o prejuízo previsto por muitas pessoas em Wall Street (em comparação com um prejuízo de US$ 30 milhões no mesmo período do ano anterior), fazendo com que o preço das ações na NYSE despencasse US$ 5,875 para US$ 23, uma queda de 20%. As perdas naquele momento totalizaram US$ 339 milhões para o ano fiscal atual. As vendas do VAX, há muito tempo a maior fonte de dinheiro da empresa, continuaram a cair, o que, por sua vez, também prejudicou o lucrativo negócio de serviços e manutenção da DEC (que representou mais de um terço da receita de US$ 14 bilhões da DEC no ano fiscal de 1993), que caiu 11% em relação ao ano anterior, para US$ 1,5 bilhão no trimestre mais recente.
A aceitação dos computadores e chips DEC Alpha no mercado foi mais lenta do que a empresa esperava, embora as vendas do Alpha no trimestre, estimadas em US$ 275 milhões, tenham aumentado significativamente em relação aos US$ 165 milhões do trimestre de dezembro. A DEC também havia feito um grande esforço para entrar no mercado de computadores pessoais e estações de trabalho, que tinham margens ainda menores do que os computadores e chips Alpha. Além disso, a DEC estava tentando recuperar o atraso com suas próprias ofertas de Unix para redes cliente-servidor, já que há muito tempo enfatizava seu próprio software VMS, enquanto os usuários de computadores corporativos baseavam suas redes cliente-servidor no software Unix padrão do setor (do qual a Hewlett Packard era uma das líderes de mercado). Os problemas da DEC eram semelhantes aos da rival maior IBM, devido à mudança fundamental no setor de computadores que tornava improvável que a DEC pudesse voltar a operar de forma lucrativa com seu tamanho anterior de 120.000 funcionários e, embora sua força de trabalho tivesse sido reduzida para 92.000 pessoas, muitos analistas esperavam que eles tivessem que cortar mais 20.000.

#### Vendas

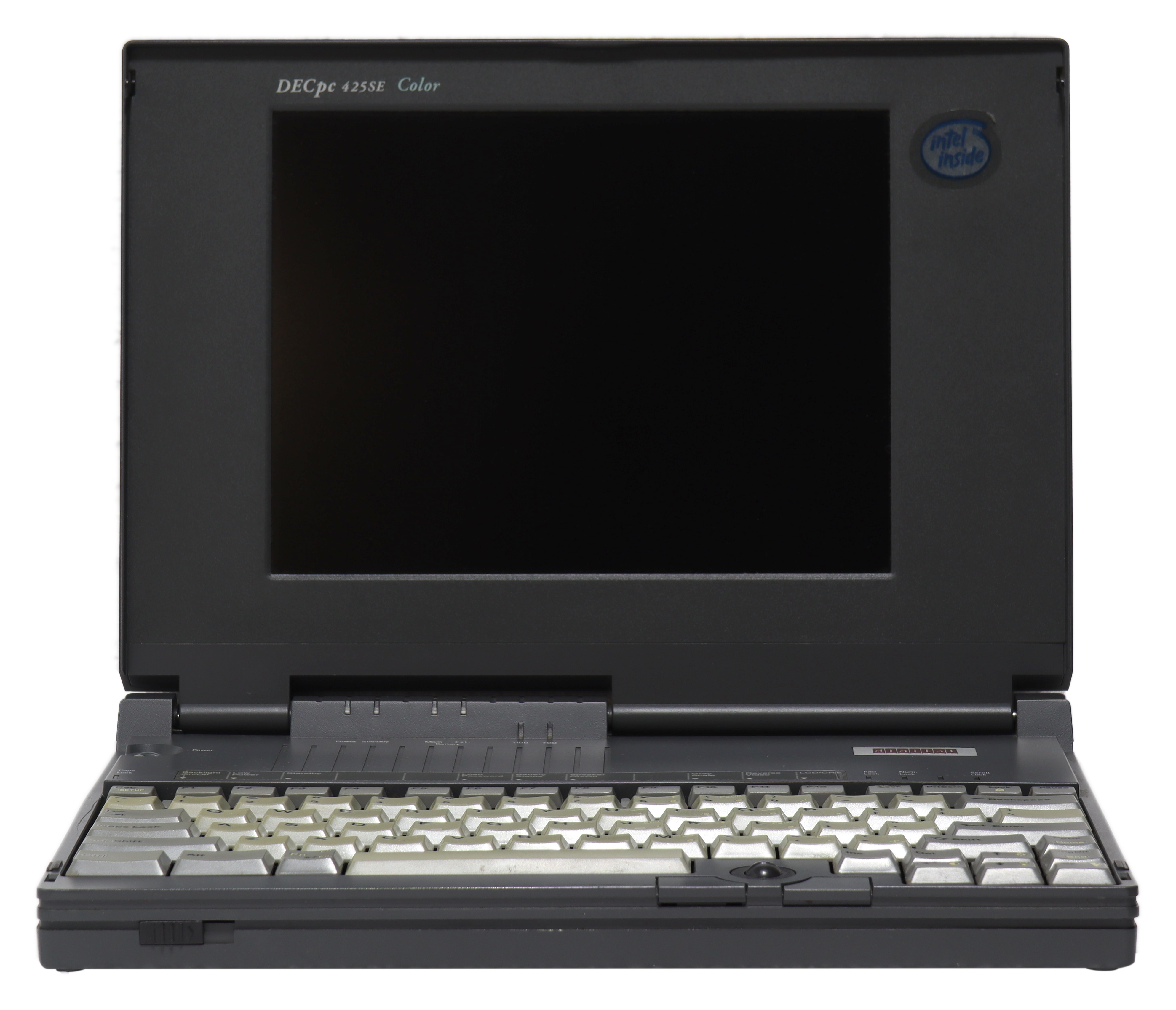
DECpc 425SE Color: um computador portátil lançado pela Digital em 1993

Durante os anos lucrativos até o início da década de 1990, a DEC era uma empresa que se vangloriava de nunca ter tido uma demissão geral. Após a crise econômica de 1992, as demissões se tornaram eventos regulares, já que a empresa reduzia continuamente seu tamanho para tentar se manter à tona. Palmer foi encarregado do objetivo de trazer a DEC de volta à lucratividade, o que ele tentou fazer mudando a cultura de negócios estabelecida da DEC, contratando novos executivos de fora da empresa e vendendo várias unidades de negócios não essenciais:
- A Worldwide Training foi desmembrada para formar uma empresa independente/nova chamada Global Knowledge Network.
- O Rdb, produto de banco de dados da DEC, foi vendido para a Oracle.
- Os direitos sobre a linha PDP-11 e vários sistemas operacionais PDP-11 foram vendidos para a Mentec em 1994, embora a DEC tenha continuado a produzir algum hardware PDP-11 por alguns anos[72].
- As tecnologias de disco e DLT foram vendidas para a Quantum Corporation em 1994.
- O negócio de terminais de texto (VT100 e seus sucessores) foi vendido em agosto de 1995 para a Boundless Technologies.
- O produto baseado em CORBA, ObjectBroker, e seu software de mensagens, MessageQ, foram vendidos para a BEA Systems, Inc em março de 1997.
- O negócio de impressoras foi vendido em 1997 para a GENICOM (agora TallyGenicom), que produziu modelos com o logotipo da Digital.
- O negócio de redes foi vendido em 1997 para a Cabletron Systems e, posteriormente, foi desmembrado como Digital Network Products Group.
- Os produtos de voz DECtalk e DECvoice foram desmembrados e, por fim, chegaram ao Fonix Speech Group.

### Aquisição pela Compaq (1998)
Em 1997, a DEC iniciou discussões com a Compaq sobre uma possível fusão. Vários anos antes, a Compaq havia considerado uma oferta de compra da DEC, mas só se interessou seriamente após os grandes desinvestimentos da DEC e o redirecionamento do foco para a Internet em 1997. Naquela época, a Compaq estava entrando com força no mercado corporativo, e a organização de serviços globais de vários fornecedores e os centros de suporte ao cliente da DEC ofereciam uma oportunidade real de expandir seu suporte e vendas em todo o mundo. A Compaq não estava interessada em várias linhas de produtos da DEC, o que levou a uma série de vendas. Entre elas, destacava-se a Hudson Fab da DEC, que produzia a maioria de seus chips personalizados, um mercado que fazia pouco sentido para o marketing "padrão da indústria" da Compaq. A DEC já havia vendido sua fábrica de semicondutores em South Queensferry para a Motorola em 1995, com o entendimento de que a Motorola continuaria a produzir processadores Alpha na fábrica, além de manter um acordo de fundição de dois anos com a AMD para continuar produzindo o processador Am486.
Isso levou a uma solução interessante para o problema de vender a divisão com um lucro razoável. Em maio de 1997, a DEC processou a Intel por supostamente infringir suas patentes Alpha ao projetar os chips originais Pentium, Pentium Pro e Pentium II. Como parte de um acordo, grande parte dos negócios de projeto e fabricação de chips da DEC foi vendida para a Intel. Isso incluiu a implementação StrongARM da arquitetura de computador ARM da DEC, que a Intel comercializou como os processadores XScale comumente usados em Pocket PCs. O núcleo da Digital Semiconductor, o grupo de microprocessadores Alpha, permaneceu com a DEC, enquanto os prédios de escritórios associados foram para a Intel como parte da Hudson fab.
Em 26 de janeiro de 1998, o que restou da empresa foi vendido para a Compaq, no que foi a maior fusão até então no setor de computadores. Na época do anúncio da aquisição pela Compaq, a DEC tinha um total de 53.500 funcionários, abaixo do pico de 130.000 na década de 1980, mas ainda empregava cerca de 65% mais pessoas do que a Compaq para produzir cerca de metade do volume de receitas de vendas. Após o fechamento da fusão, a Compaq agiu agressivamente para reduzir os altos custos de vendas, gerais e administrativos (SG&A) da DEC (equivalentes a 24% da receita total de 1997) e alinhá-los com o índice de despesas SG&A da Compaq, de 12% da receita.
A Compaq usou a aquisição para entrar no setor de serviços corporativos e competir com a IBM e, em 2001, os serviços representavam mais de 20% da receita da Compaq, em grande parte devido aos funcionários da DEC herdados da fusão. A fabricação própria de PCs da DEC foi interrompida após o fechamento da fusão. Como a Compaq não queria competir com um de seus principais fornecedores parceiros, o restante da Digital Semiconductor (o grupo de microprocessadores Alpha) foi vendido para a Intel, que colocou esses funcionários de volta em seu escritório de Hudson (Massachusetts), que eles haviam desocupado quando o local foi vendido para a Intel em 1997.
A Compaq teve dificuldades como resultado da fusão com a DEC, e foi adquirida pela Hewlett-Packard em 2002. A Compaq e, mais tarde, a HP continuaram a vender muitos dos antigos produtos da DEC, mas os rebatizaram com seus próprios logotipos. Por exemplo, a HP agora vende o que antes eram produtos de disco/fita StorageWorks da DEC, como resultado da aquisição da Compaq.
O logotipo da Digital foi usado até 2004, mesmo depois que a empresa deixou de existir, como o logotipo da Digital GlobalSoft, uma empresa de serviços de TI na Índia (que era uma subsidiária de 51% da Compaq). Mais tarde, a Digital GlobalSoft foi renomeada para "HP GlobalSoft" (também conhecida como "HP Global Delivery India Center" ou HP GDIC) e não usa mais o logotipo da Digital.

## Pesquisa e pessoas
Os Laboratórios de Pesquisa da DEC (ou Research Labs, como eram comumente conhecidos) conduziam as pesquisas corporativas da DEC. Alguns deles continuaram em operação pela Compaq e ainda são operados pela Hewlett-Packard. Os laboratórios eram:
- Cambridge Research Laboratory (CRL) em Cambridge, Massachusetts, EUA
- MetroWest Technology Campus (MTC) em Maynard, Massachusetts, EUA
- Network Systems Laboratory (NSL) em Palo Alto, Califórnia, EUA
- Centro de Pesquisa de Sistemas (SRC) em Palo Alto, Califórnia, EUA
- Laboratório de Pesquisa de Paris (PRL) em Paris, França
- Western Research Laboratory (WRL) em Palo Alto, Califórnia, EUA
- Western Software Laboratory (WSL) em Palo Alto, Califórnia, EUA

Alguns dos ex-funcionários dos Laboratórios de Pesquisa da DEC ou da P&D da DEC em geral incluem:
- Gordon Bell: visionário técnico, vice-presidente de engenharia em 1972-1983; mais tarde foi transferido para a Microsoft Research
- Leonard Bosack: cofundador da Cisco Systems
- Mike Burrows: autor do método de Burrows-Wheeler
- Luca Cardelli: co-designer da linguagem Modula-3
- Dave Cutler: liderou o desenvolvimento dos sistemas operacionais RSX-11M, VAX/VMS, VAXELN e MICA; depois liderou o desenvolvimento do Windows NT na Microsoft
- Ed deCastro: tornou-se cofundador da Data General Corporation
- Alan Eustace: coautor das primeiras ferramentas de criação de perfil; vice-presidente sênior de engenharia do Google; recordista mundial de salto na estratosfera (2014)
- Jim Gettys: desenvolvedor inicial do X Window System
- Henri Gouraud: inventor do sombreamento de Gouraud
- Jim Gray: vencedor do Prêmio Turing pela pesquisa de banco de dados; desapareceu em uma viagem de navio
- Alan Kotok: arquiteto-chefe da série PDP-10 e membro prolífico do World Wide Web Consortium (W3C)
- Leslie Lamport: ganhador do Prêmio Turing; primeiro criador das macros LaTeX;
- Butler Lampson: colaborador de uma ampla gama de conceitos de computação pessoal, como o programa de formatação de texto WYSIWYG
- Scott A. McGregor: coautor do X Window System, versão 11
- Louis Monier: empresário da Internet e de software
- Isaac Nassi: colaborador da linguagem de programação Ada; coautor do diagrama Nassi-Shneiderman
- Radia Perlman: pioneiro na padronização de redes de computadores; autor do Spanning Tree Protocol
- Marcus Ranum: desenvolvedor de segurança de computadores e redes, responsável por várias inovações em firewalls
- Brian Reid: inventor da linguagem de marcação Scribe; pioneiro em redes e firewalls
- Paul Vixie: coautor do software de servidor DNS BIND
- Sanjay Ghemawat
- Jeff Dean
- Patrick O'Neil: cientista da computação conhecido por seus trabalhos sobre bancos de dados

Alguns dos ex-funcionários da Digital Equipment Corp foram responsáveis pelo desenvolvimento do DEC Alpha e do StrongARM:
- Daniel W. Dobberpuhl
- Jim Keller
- Rich Witek

Grace Hopper trabalhou para a Digital Equipment Corporation como consultora após sua aposentadoria da Marinha dos Estados Unidos
Parte do trabalho dos Laboratórios de Pesquisa foi publicado no Digital Technical Journal, que foi publicado de 1985 a 1998. Pelo menos alguns dos relatórios de pesquisa estão disponíveis on-line.

## Legado e realizações
A partir de 2012, o hardware de décadas atrás (incluindo PDP-11, VAX e AlphaServer) está sendo emulado para permitir que o software legado seja executado em hardware moderno; o financiamento para isso está planejado para durar pelo menos até 2030.

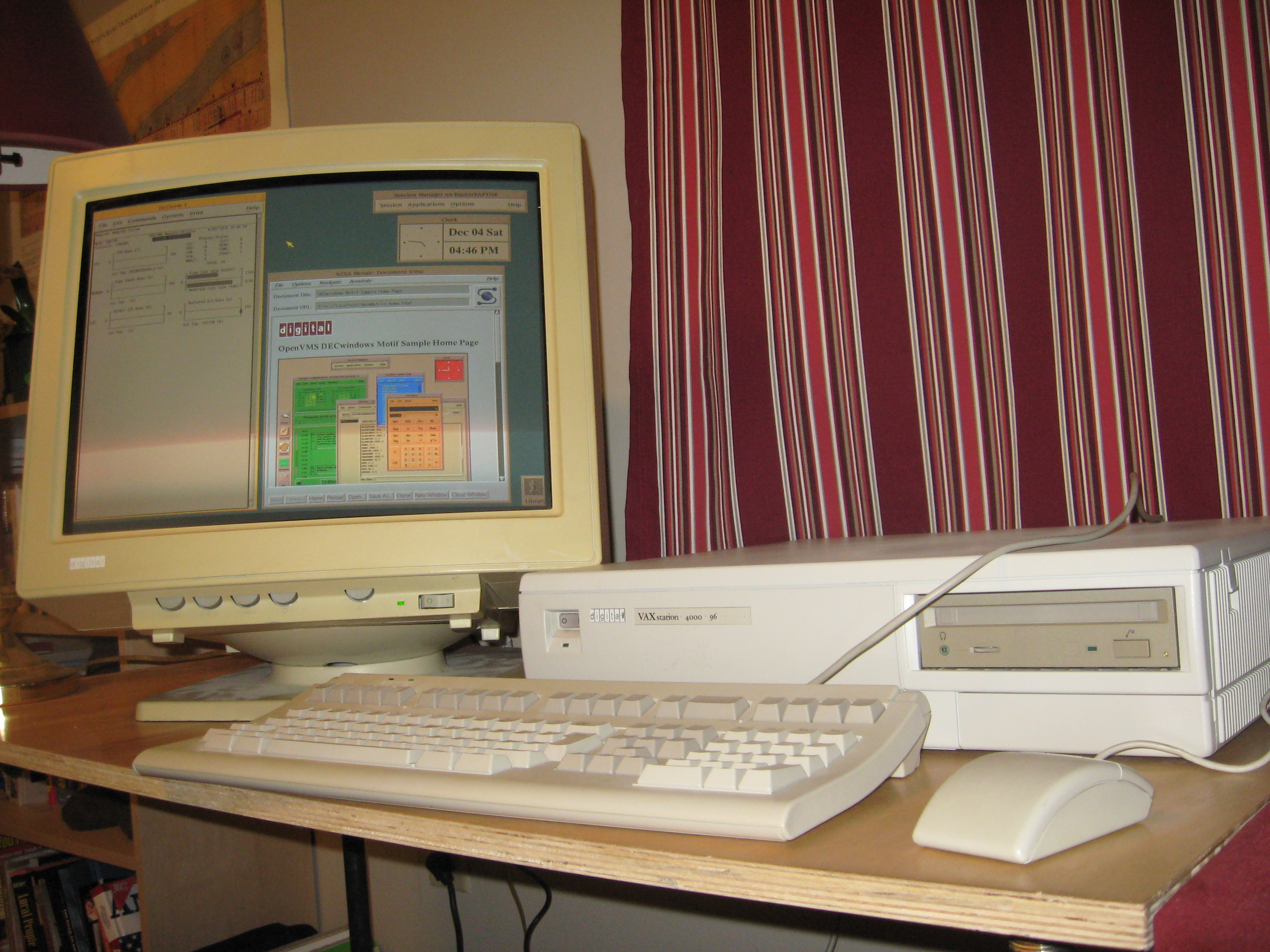
DEC VaxStation

A DEC apoiava os padrões ANSI, especialmente o conjunto de caracteres ASCII, que sobrevive no Unicode e na família de conjuntos de caracteres ISO 8859. O Multinational Character Set da DEC também teve grande influência no ISO 8859-1 (Latin-1) e, por extensão, no Unicode.
Além do DECsystem-10/20, PDP, VAX e Alpha, a DEC era conhecida por seu trabalho em projetos de subsistemas de comunicação, como Ethernet, DNA(DIGITAL Network Architecture: predominantemente produtos DECnet), DSA (Digital Storage Architecture: discos/fitas/controladores) e seus subsistemas de "terminal burro", incluindo produtos VT100 e DECserver.

### Software

Logotipo da divisão de Software da Digital Equipment Corporation

- Logotipo da divisão de Software da Digital Equipment CorporationAs primeiras versões da linguagem C e do sistema operacional Unix foram executadas na série de computadores PDP da DEC (primeiro em um PDP-7 e depois no PDP-11), que estavam entre os primeiros minicomputadores comercialmente viáveis, embora durante vários anos a própria DEC não tenha incentivado o uso do Unix.
- A DEC produziu sistemas operacionais interativos influentes e amplamente utilizados, incluindo OS-8, TOPS-10, TOPS-20, RSTS/E, RSX-11, RT-11 e OpenVMS. Os computadores PDP, em especial o modelo PDP-11, inspiraram uma geração de programadores e desenvolvedores de software. Alguns sistemas PDP-11 com mais de 25 anos (software e hardware) ainda estão sendo usados para controlar e monitorar fábricas, sistemas de transporte e usinas nucleares. A DEC foi uma das primeiras campeãs dos sistemas de compartilhamento de tempo.
- As interfaces de linha de comando encontradas nos sistemas da DEC, eventualmente codificadas como DCL, pareceriam familiares a qualquer usuário de CLIs de microcomputadores modernos; as usadas em sistemas anteriores, como CTSS, JCL da IBM ou sistemas de compartilhamento de tempo da Univac, pareceriam totalmente estranhas. Muitos recursos da CLI do CP/M e do MS-DOS mostram uma semelhança familiar reconhecível com os sistemas operacionais da DEC, incluindo nomes de comandos como DIR e HELP e as convenções de nomenclatura de arquivos "nome-ponto-extensão".
- O Notes-11 e seu produto subsequente, o VAX Notes, foram dois dos primeiros exemplos de software de colaboração on-line, uma categoria que passou a ser conhecida como groupware. Len Kawell, um dos desenvolvedores originais do Notes-11, juntou-se posteriormente à Lotus Development Corporation e contribuiu para o produto Lotus Notes.
- A linguagem de programação MUMPS, com seu banco de dados integrado, foi desenvolvida nas máquinas das séries PDP-7, 9 e 15. A MUMPS ainda é amplamente usada em sistemas de informações médicas, como os fornecidos pela Meditech e pela Epic Systems.
- O serviço de tradução automática Babel Fish foi desenvolvido por pesquisadores da DEC e foi um dos primeiros tradutores automáticos a obter amplo sucesso usando técnicas de processamento de linguagem natural.
- O ALL-IN-1 foi um sistema de automação de escritório desenvolvido por Skip Walter e outros na Central Engineering, sob a direção de Gordon Bell. Eles desenvolveram uma lista personalizável de invocações de aplicativos e o robusto produto DECMail, que forneceu um dos primeiros sistemas de correio eletrônico disponíveis comercialmente.[83][84]

### Hardware

#### DECtape
Um dos periféricos mais incomuns produzidos para o PDP-10 foi a DECtape. A DECtape era uma fita magnética especial de 3/4 de polegada de largura enrolada em bobinas de 5 polegadas. O formato de gravação era um projeto redundante de 10 trilhas altamente confiável que usava "blocos" de dados numerados de comprimento fixo organizados em uma estrutura de arquivo padrão, incluindo um diretório. Os arquivos podiam ser gravados, lidos, alterados e excluídos em uma DECtape como se fosse uma unidade de disco. Para maior eficiência, a unidade DECtape podia ler e gravar em uma DECtape em ambas as direções.
De fato, alguns sistemas PDP-10 não tinham nenhum disco, usando apenas fitas DEC para o armazenamento primário de dados. A DECtape também foi amplamente utilizada em outros modelos de PDP, pois era muito mais fácil de usar do que carregar manualmente várias fitas de papel. Os primeiros sistemas primitivos de compartilhamento de tempo podiam usar fitas DEC como dispositivos de sistema e dispositivos de troca. Embora superior à fita de papel, as fitas DECtape eram relativamente lentas e foram substituídas quando unidades de disco confiáveis se tornaram acessíveis.

#### Armazenamento em disco magnético

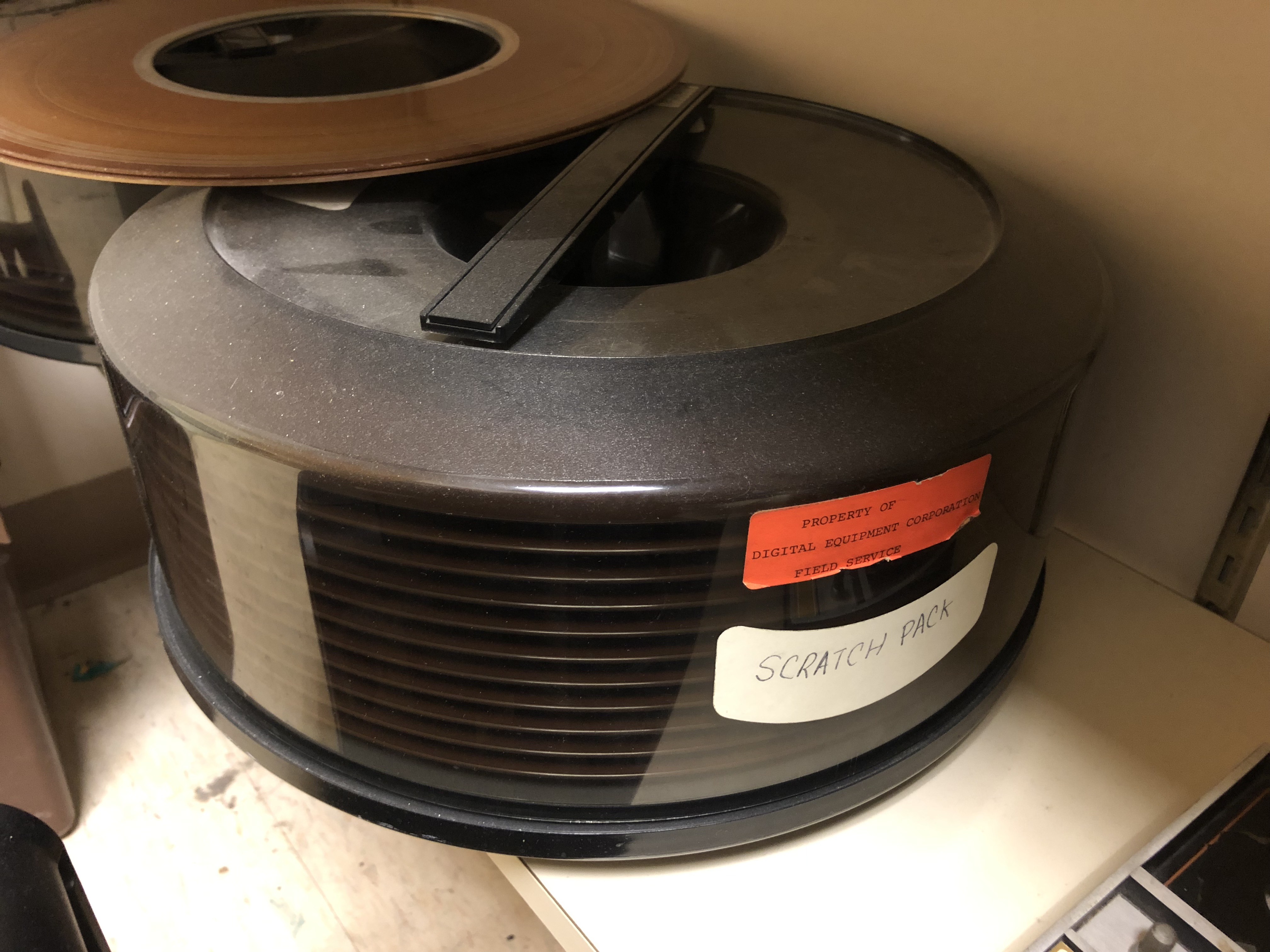
Placas de disco da DEC

A DEC foi fabricante e compradora de armazenamento em disco magnético, oferecendo mais de 100 modelos diferentes de unidades de disco rígido e unidades de disquete durante sua existência. Na década de 1970, foi a maior compradora OEM de HDDs, adquirindo da Diablo, Control Data Corporation, Information Storage Systems e Memorex, entre outras.
O primeiro HDD desenvolvido internamente pela DEC foi o RS08, um drive de 256 kWord de cabeça fixa com contato-start-stop que usava mídia revestida; foi lançado em 1969.
A partir da década de 1970, a DEC transferiu primeiro sua fabricação de HDD e depois seus laboratórios de desenvolvimento de armazenamento em massa para Colorado Springs.
A DEC foi pioneira em várias tecnologias de HDD, incluindo servos de amostragem de dados (RL01, 1977) e interfaces seriais de HDD(Standard Disk Interconnect, 1983). A última família de unidades de disco desenvolvida internamente (série RA9x) usava mídia revestida, afastando-se da tendência da indústria de HDD de usar mídia sputtered revestida de carbono. A DEC designou um investimento de US$ 400 milhões para colocar essa linha de produtos em produção. O RA92 (1,5 GB) foi lançado em 1992, usando um prato de 14 polegadas.
A DEC comprou suas unidades de disquete de OEMs como Shugart Associates, Toshiba e Sony.

#### RX50
A forma como a unidade de disquete de 400 KB padrão DEC RX50 suportava as ofertas iniciais da DEC parecia encapsular sua abordagem ao mercado de computadores pessoais. Embora o hardware da unidade mecânica fosse quase idêntico a outras unidades de disquete de 5 1⁄4" disponíveis em sistemas concorrentes, a DEC procurou diferenciar seu produto usando um formato de disco proprietário para os dados gravados no disco. O formato DEC tinha maior capacidade de armazenamento de dados, mas as unidades RX50 eram incompatíveis com outras unidades de disquete para PC. Isso exigia que os proprietários da DEC comprassem uma mídia de disquete mais cara e especialmente formatada, que era mais difícil de obter por meio dos canais de distribuição padrão. A DEC tentou impor o controle exclusivo sobre suas vendas de mídia de disquete, protegendo seu formato de disco proprietário e exigindo um contrato de licença negociado e pagamentos de royalties de qualquer pessoa que vendesse mídia compatível. O formato de dados proprietário significava que os disquetes RX50 não eram intercambiáveis com outros disquetes de PC, isolando ainda mais os produtos da DEC do mercado de PC padrão em desenvolvimento de fato. Hackers de hardware e entusiastas da DEC acabaram fazendo a engenharia reversa do formato RX50, mas o estrago já havia sido feito, em termos de confusão e isolamento do mercado.

#### Servidor de informações interativas e de vídeo
O projeto Video-on-Demand na DEC começou em 1992, após a aposentadoria de Ken Olsen. Na época, a empresa estava se reduzindo rapidamente sob o comando de Robert Palmer, e era difícil obter financiamento para qualquer novo projeto. A arquitetura do servidor de informações de vídeo interativo da DEC ganhou força e se destacou em relação às de outras empresas, pois era altamente escalável, usando um gateway para configurar sessões de entrega de vídeo interativo em um grande número de servidores de vídeo e informações. Inicialmente, foram usados VAXes de última geração e, depois, Alphas.
O recurso de escalabilidade permitiu que ele ganhasse contratos para muitos dos testes de vídeo sob demanda no período de 1993 a 1995, pois o sistema poderia, teoricamente, acomodar fluxos de vídeo interativos ilimitados e outros conteúdos que não fossem de vídeo.
Seu design foi proposto e incorporado ao padrão internacional MPEG-2. Sua interface orientada a objetos tornou-se a interface central obrigatória de usuário para usuário no DSM-CC, amplamente utilizada no fluxo de vídeo e no fornecimento de arquivos para sistemas compatíveis com MPEG-2.
Comercialmente, o Digital and Interactive Information System da DEC foi usado pela Adlink para distribuir publicidade para mais de dois milhões de assinantes.

#### Outros
- Os computadores VAX e MicroVAX (muito difundidos na década de 1980) que executavam o VAX/VMS formaram uma das redes proprietárias mais importantes, a DECnet, que interligava instalações comerciais e de pesquisa. Os protocolos da DECnet formaram um dos primeiros padrões de rede ponto a ponto, com a fase I da DECnet sendo lançada em meados da década de 1970. E-mail, compartilhamento de arquivos e projetos colaborativos distribuídos já existiam na empresa muito antes de seu valor ser reconhecido no mercado.
- As impressoras matriciais LA36 e LA120 tornaram-se padrões do setor e podem ter acelerado o fim da Teletype Corporation.
- O terminal de computador VT100 tornou-se o padrão do setor, implementando um subconjunto útil do padrão ANSI X3.64, e até hoje emuladores de terminal como HyperTerminal, PuTTY e Xterm ainda emulam um VT100 (ou seu sucessor mais capaz, o VT220).
- A DEC inventou a Digital Linear Tape (DLT), anteriormente conhecida como CompacTape, que começou como uma mídia de backup compacta para os sistemas MicroVAX e, mais tarde, cresceu para capacidades de 800 gigabytes.
- O trabalho no primeiro MP3 player baseado em disco rígido, o Personal Jukebox, começou no DEC Systems Research Center. (O projeto foi iniciado cerca de um mês antes da conclusão da fusão com a Compaq ).
- O Western Research Lab da DEC criou o Itsy Pocket Computer. Ele foi desenvolvido para a linha de PDAs Compaq iPaq, que substituiu o Compaq Aero.
- A DEC também produziu um computador pessoal proprietário conhecido como Rainbow 100. Ele podia executar o MS-DOS ou o CP/M, mas, do ponto de vista do hardware, era amplamente incompatível com o IBM PC.[96]

### Redes
- A DEC, a Intel e a Xerox, por meio de sua colaboração para criar o padrão DIX, foram campeãs da Ethernet, mas a DEC foi a empresa que tornou a Ethernet comercialmente bem-sucedida. Inicialmente, os protocolos DECnet e LAT baseados em Ethernet interconectavam VAXes com servidores de terminal DECserver. Começando com o adaptador Unibus para Ethernet, várias gerações de hardware Ethernet da DEC foram o padrão de fato. O adaptador CI "computer interconnect" foi o primeiro controlador de interface de rede do setor a usar "anéis" de transmissão e recepção separados.
- A DEC também inventou o clustering, uma tecnologia de sistema operacional que tratava várias máquinas como uma entidade lógica. O clustering permitia o compartilhamento de armazenamento em disco e fita em pool por meio do HSC50/70/90 e das séries posteriores de Controladores de Armazenamento Hierárquico (HSC). Os HSCs forneceram os primeiros recursos de RAID 0 e RAID 1 de hardware e as primeiras interconexões seriais de várias tecnologias de armazenamento. Essa tecnologia foi a precursora de arquiteturas como a Network of Workstations (Rede de estações de trabalho), que é usada para tarefas de cooperação em massa, como pesquisas na Web e pesquisa de medicamentos.
- O X Window System é o sistema de janelas transparente de rede usado no Unix e no Linux e disponível em outros sistemas operacionais, como o MacOS. Ele foi desenvolvido no MIT em conjunto com o Projeto Athena e o Laboratório de Ciência da Computação. A DEC foi a principal patrocinadora do projeto, que foi contemporâneo do Projeto GNU, mas não associado a ele.
- Os engenheiros de software da Compaq desenvolveram módulos especiais do kernel do Linux.[97] Uma distribuição conhecida do Linux que rodava nos sistemas AlphaServer era o Red Hat 7.2.[98] Outra distribuição que rodava no Alpha era o Gentoo Linux.
- A DEC foi uma das primeiras empresas conectadas à Internet, com o dec.com, registrado em 1985,[99] sendo um dos primeiros domínios .com, agora onipresentes.
- A DEC já teve o bloco de endereços IP Classe A 16.0.0.0/8.

### Corporativo
- A Digital Federal Credit Union (DCU) é uma cooperativa de crédito que foi fundada em 1979 para os funcionários da DEC. Hoje, seu campo de associação está aberto a membros da família, mais de 900 patrocinadores diferentes, várias comunidades em Massachusetts e várias organizações. Muitos dos patrocinadores são empresas que adquiriram partes da DEC.[100]
- Departamentalização matricial